# Fútbol en Colombia

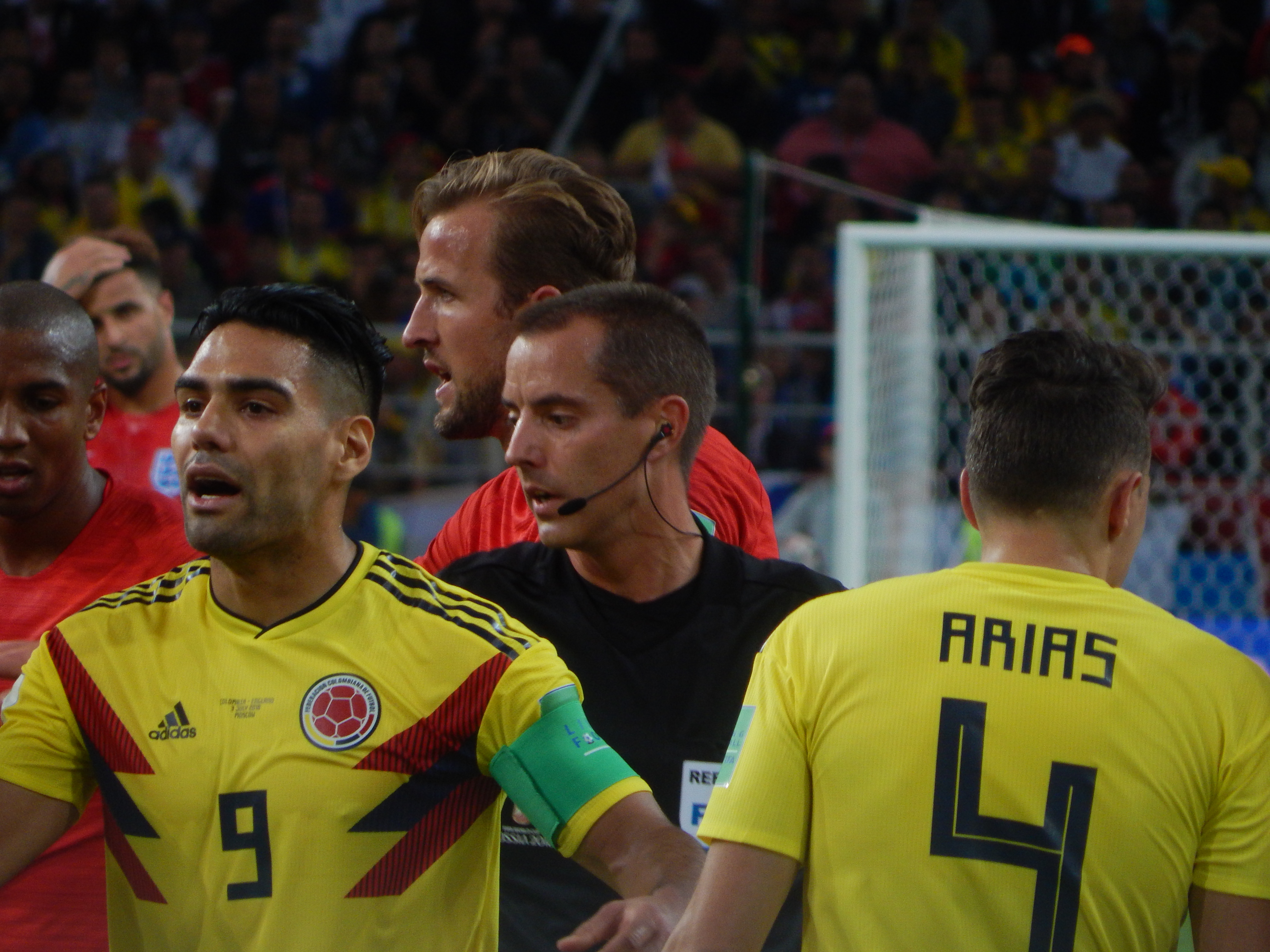
Colombia frente a Inglaterra en octavos de final del Mundial 2018.

El fútbol o balompié en Colombia es el deporte más popular del país. Esto se debe en buena parte al gran cubrimiento mediático, a la popularidad de sus principales equipos, con participaciones en torneos internacionales logrando títulos como la Copa Libertadores de América, y a las apariciones incesantes de talentosos futbolistas que llevaron a la Selección Colombia a seis mundiales. Su desarrollo futbolístico lo sitúa en la segunda línea mundial histórica.
Su máximo logro internacional fue el título obtenido en la Copa América 2001 realizada en Colombia (siendo campeón invicto durante todos los partidos del campeonato y sin recibir goles en contra). Gracias a ello, el equipo disputó la Copa FIFA Confederaciones 2003 llegando hasta semifinales.
En la Copa Mundial de Fútbol ha tenido seis participaciones, las de 1962, 1990, 1994, 1998, 2014 y 2018. En Brasil 2014 tuvo su mejor desempeño llegando hasta cuartos de final.
A nivel de selecciones menores, Colombia alcanzó los campeonatos suramericanos Sub-20 de 1987, 2005 y 2013, y el Campeonato Sudamericano Sub-17 de 1993. Así mismo, ocupó el tercer lugar en la Copa Mundial de Fútbol Sub-20 de 2003 realizada en Emiratos Árabes Unidos y posteriormente cuarto lugar en las Copas Mundo Sub-17 de Finlandia 2003 y Nigeria 2009.

## Organización

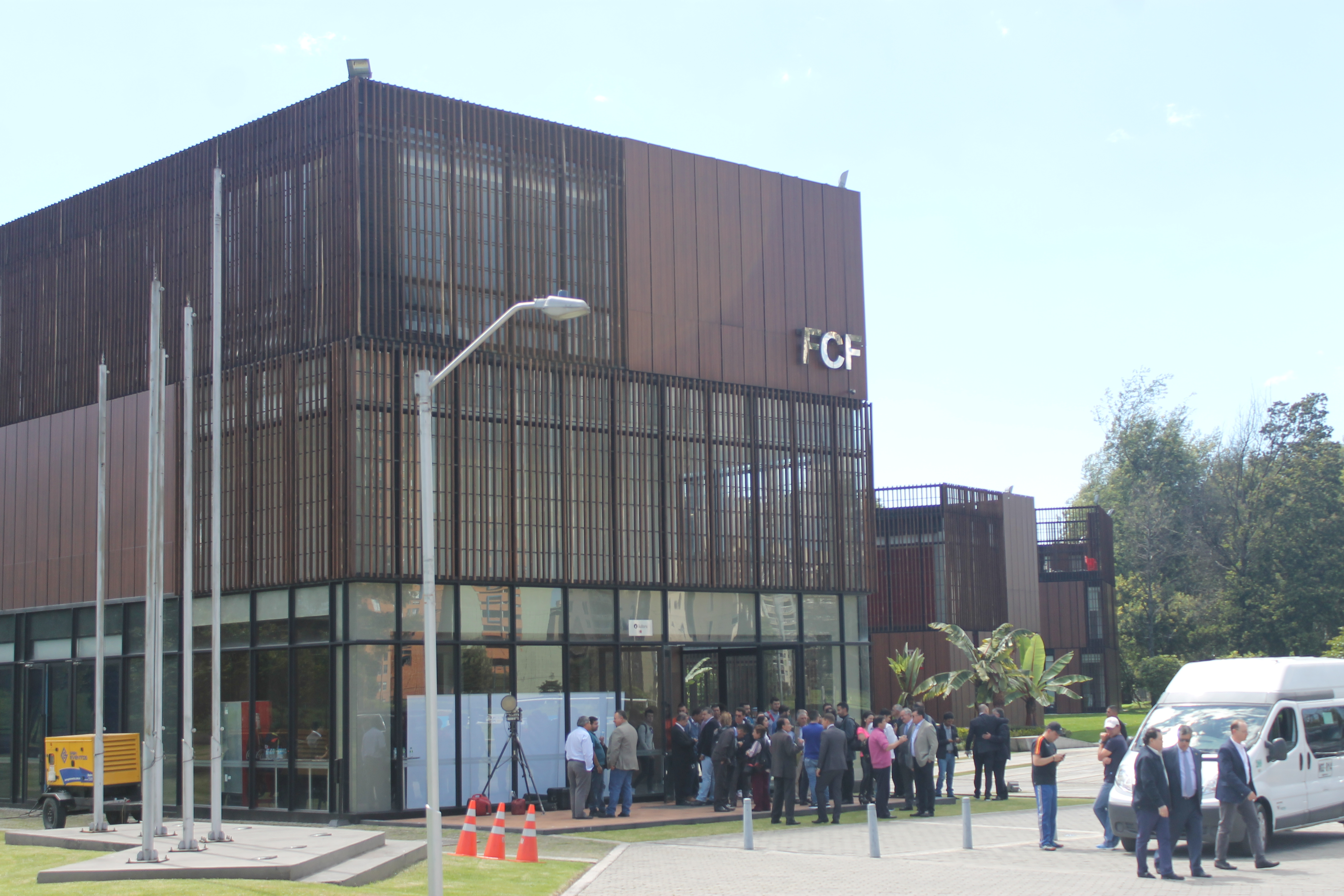
Sede de la Federación Colombiana de Fútbol en Bogotá.

El Deporte en Colombia depende del Ministerio del Deporte, que es la entidad gubernamental que lo reglamenta desde 2019. Por otra parte, al ser un espectáculo privado, el fútbol en Colombia es dirigido por la Federación Colombiana de Fútbol (Colfútbol). Esta entidad, afiliada a la Confederación Sudamericana de Fútbol (Conmebol) y la FIFA, se encarga de nombrar y coordinar a las selecciones nacionales en todas sus categorías.
Colfútbol dirige a la División Mayor del Fútbol Colombiano (Dimayor), entidad que organiza los campeonatos profesionales de clubes, y a la División Aficionada del Fútbol Colombiano (Difútbol), ente que organiza los torneos regionales y de aficionados.

## Reseña histórica

### Inicios
El fútbol llegó a Colombia en 1892, por iniciativa del entonces director de la Escuela Militar, el coronel estadounidense Henry Rown Lemly, quien lo instituyó allí y estableció un reglamento de acuerdo con los que regían el deporte del football en Inglaterra (ver recuadro). El 22 de junio de aquel año, tras la difusión del reglamento en el diario bogotano El Telegrama, se jugó la primera partida de fútbol entre dos equipos de la Escuela Militar organizados por el coronel Lemly, con asistencia del Presidente de la República, Miguel Antonio Caro, y de un público no muy numeroso, en una cancha improvisada en uno de los patios de la Escuela, entonces ubicada en San Agustín, en la sede del antiguo convento de los padres agustinos.
Los ingleses fueron quienes trajeron a Barranquilla, el primer balón y el reglamento oficial de fútbol. A comienzos del siglo XX se efectuó el primer partido que se haya celebrado en Colombia, entre miembros de la colonia inglesa y la alemana.
En 1908 se comenzaron a jugar los primeros partidos de balompié bien organizados en Barranquilla, lo que hace que proliferen los equipos y torneos, con lo que prácticamente obliga a que se organice alguna entidad que los rigiera, fue por eso que se creó en 1917 el Comité de Fútbol, el cual fue conformado por el ciudadano español Emilio Arroyo y por el barranquillero Eduardo Silva llera, teniendo como sede el Parque Once de Noviembre (donde ahora está el estadio Tomás Arrieta).
El éxito fue tan grande que en 1924 nació la Liga del Atlántico, presidida por Eduardo Illera y que estaba regida por los estatutos y reglamentos de la Real Federación Española de Fútbol. Con ella se comenzó a conocer a nivel internacional el balompié del Atlántico y Colombia, gracias a los buenos resultados de la Selección Atlántico la FIFA aceptó en 1936 a la Liga del Atlántico como representante del balompié colombiano.
El primer balompedista colombiano que actuó en el fútbol de Europa (no contratado específicamente por ningún equipo del Viejo Mundo) fue el tumaqueño Alex Frigeiro Payán, hijo de un ciudadano suizo, en su carrera paso por clubes de Inglaterra, Suiza y Francia.
En 1948 se realizó el primer campeonato nacional de fútbol a nivel profesional, hubo 10 equipos, el número se elevó a 18 en 1951. Luego osciló entre 12 y 13, hasta 1966, cuando el número se estabilizó en 14. Entre 1948 y 1967 el campeonato se jugaba entre todos los equipos participantes, en donde el que más puntos obtenía, terminaba siendo el campeón.
En la temporada 1949, debido a una huelga en el fútbol argentino, comenzó la época de El Dorado, periodo en el cual fueron contratadas numerosas estrellas de esa nación como Alfredo Di Stéfano y Adolfo Pedernera, para jugar, entre otros, en Millonarios de Bogotá. La época de El Dorado se extendió hasta mediados de los años 50 (1953) cuando figuras como Alfredo Di Stéfano fueron contratadas por clubes europeos.
En 1945 participa Atlético Junior en el Torneo Suramericano de Fútbol bajo el auspicio de la Adefútbol. En este torneo, Junior, representando a Colombia, jugó contra Brasil (perdiendo 3-0), contra Uruguay (perdiendo 7-0), Chile (perdiendo 2-0), Argentina (perdiendo 9-1), Ecuador (ganando 3-1) y Bolivia (empatando 3-3). Al final del torneo, la selección Colombia (entiéndase Junior) terminó quinta con 3 puntos, superando a Bolivia (2 puntos) y Ecuador (1 punto).

### Primer Mundial
La primera clasificación a una Copa del Mundo ocurrió en Lima, luego del empate 1-1 contra Perú el 7 de mayo de 1961, el cual dejó el marcador agregado de 2-1 a favor de Colombia. Ya en el Mundial de Chile 1962, Colombia arrancó su participación con derrota 2-1 ante Uruguay. Posteriormente, el 3 de junio en Arica, Colombia logró su primer hito histórico en los mundiales con su empate 4-4 contra la Unión Soviética, incluyendo el gol olímpico del barranquillero Marcos Coll, logrando este costeño el único de este estilo hasta el momento en las Copas del Mundo. El cierre no fue el mejor, luego de la goleada 5-0 contra Yugoslavia, pero se destaca la hazaña del entonces jugador del Atlético Bucaramanga.

### Cisma del fútbol colombiano
La crisis más fuerte en la historia del fútbol colombiano se vivió en la década de 1960. Todo comenzó con la inconformidad en los manejos administrativos y financieros de los clubes y las ligas con la Asociación de Fútbol Colombiano (Adefutbol). Tan grave fue la discordia que paralelamente tenía alta influencia la División Mayor del Fútbol Colombiano, ya que ambas entidades se disputaban el poder del fútbol en Colombia desde la época de El Dorado.
Previo a la participación de Colombia en la Copa Mundial de Fútbol de 1962, la Adefutbol designó como técnico de Colombia a Adolfo Pedernera, mientras la Dimayor designaba a Rodolfo Kralj, entonces D.T. de Independiente Santa Fe. Finalmente, tras intensas reuniones entre dirigentes de ambas entidades, se llegó a un acuerdo en el congreso de la Conmebol denominado 'Pacto de Río' el cual permitía la participación en el Mundial de Chile.
Con el paso de los años se mantuvo el conflicto de poder e intereses, que llevó a la creación oficial de la Fedebol, fundada en Villa del Rosario el 19 de junio de 1964 con Alfonso Senior Quevedo como presidente, la FIFA decidió intervenir al fútbol colombiano, sancionando con una suspensión de todos los torneos internacionales.
Entre otras causas, el motivo de molestia de varias ligas y clubes era por los manejos financieros que tenía Adebol, que no afectó la realización del campeonato profesional organizado por la División Mayor del Fútbol Colombiano (Dimayor).
El denominado cisma del fútbol colombiano hizo que Colombia no pudiera participar en la Copa Libertadores de América en sus ediciones de la 1965 y 1966.
En la asamblea de FIFA de 1966 se interviene oficialmente en el balompié colombiano, nombrando un comité provisional con miembros de la desaparecida Adefutbol y de la Dimayor como entidad interina. En 1971 se vuelve a fundar la Federación Colombiana de Fútbol con sede en Bogotá. Finalmente, el 15 de junio de 1976, se confirma a la Federación Colombiana de Fútbol como único ente rector del balompié 'cafetero', al otorgarle su sigla, que mantiene hasta hoy, de Colfutbol.

### Participación en los Juegos Olímpicos y ausencia mundialista
En 1968 fue la primera participación de la Selección Colombia en los Juegos Olímpicos, y siete años más tarde, en 1975 fue subcampeón de la Copa América, en un partido extra contra Perú en Caracas el 28 de octubre. Entretanto, las olimpiadas de Múnich 1972 y Moscú 1980 vieron a Colombia participar luego de lograr su clasificación en los Preolímpicos disputados en Bogotá, mientras que no lograba regresar a la Copa del Mundo, una sequía que duró 28 años.

### La generación de los años 1990

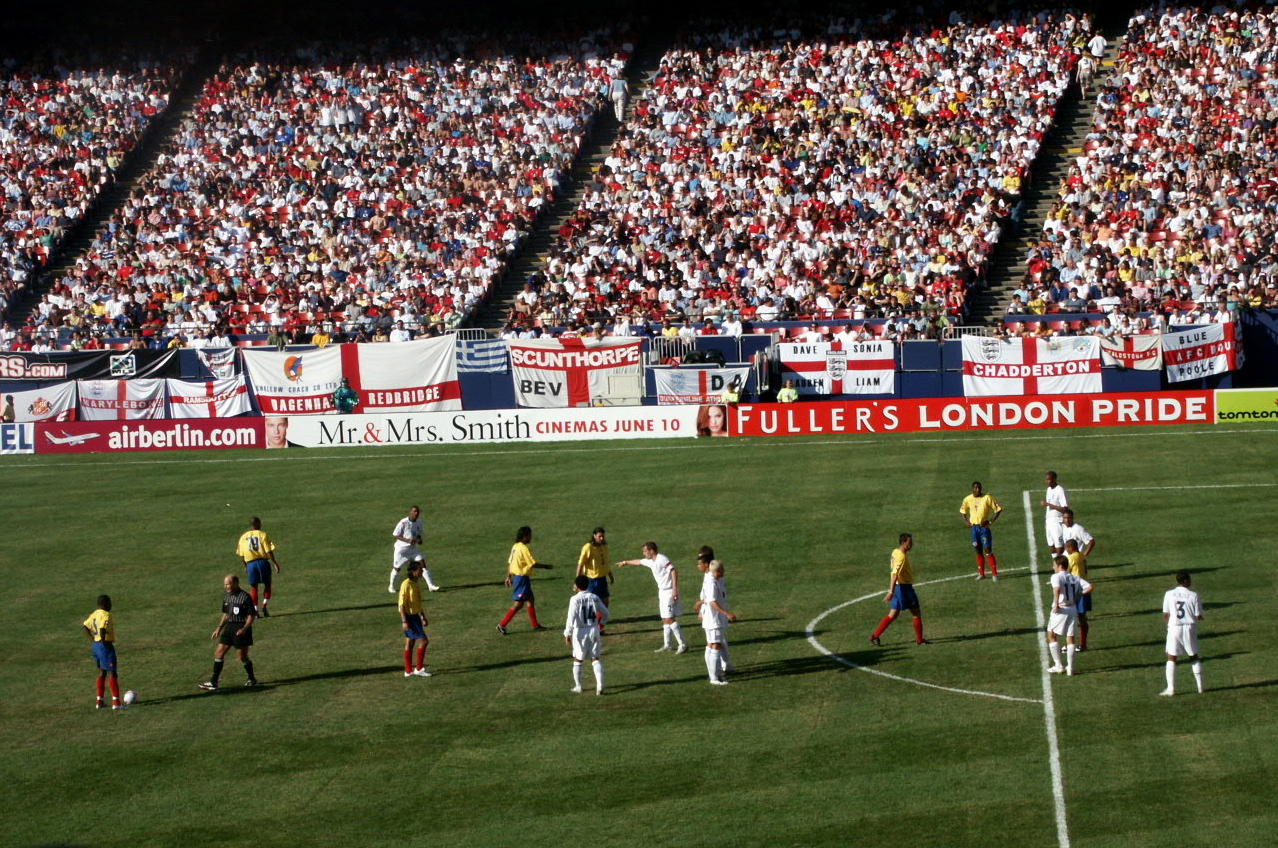
Partido amistoso de Colombia frente a en Nueva Jersey (Estados Unidos) en 2005.

El equipo dirigido por Francisco Maturana clasificó al Mundial de Italia 1990, luego de ganar el Grupo 2 y vencer a Israel 1-0 en marcador agregado. Ya en el Mundial, Colombia comenzó su participación con victoria 2-0 sobre Emiratos Árabes Unidos, luego cayó una vez más con Yugoslavia, esta vez 1-0, y el 19 de junio en el Estadio San Siro, Colombia logró su segundo hito histórico en los Mundiales, luego de empatar agónicamente 1-1 con Alemania Federal, gracias al gol de Freddy Rincón al minuto 90'. En octavos de final, alcanzada por primera vez, Colombia cayó 2-1 en la prórroga con Camerún, gracias al doblete de Roger Milla y el recordado error de René Higuita.
El 5 de septiembre de 1993, Colombia logró la histórica goleada de 5-0 sobre Argentina, lo cual le dio a los cafeteros su tiquete al Mundial de Estados Unidos 1994. Ese mismo año, Colombia fue tercera de la Copa América disputada en Ecuador.
Ya en el Mundial, al cual Colombia llegó como favorita por parte de Pelé, el comienzo fue con derrota por goleada 1-3 con Rumania, luego cayó con el anfitrión, Estados Unidos 1-2, con el autogol que serviría como pretexto para el asesinato del defensor Andrés Escobar. Colombia cerró su participación con victoria 2-0 sobre Suiza.
Luego de regresar al podio de la Copa América, esta vez en Uruguay 1995 con el tercer lugar, Colombia, bajo el mando de Hernán Darío Gómez, clasificó al Mundial de Francia 1998, luego de ser tercero en la eliminatoria. En el Grupo G, Rumania fue de nuevo el verdugo de Colombia al derrotarla 1-0. Luego, el equipo colombiano venció 1-0 a Túnez, con gol de Léider Preciado. Pero la derrota 2-0 con Inglaterra marcó una nueva eliminación colombiana en los mundiales.

### SigloXXI
En 2001, Colombia organizó la XL Copa América, ganándola de forma invicta y sin recibir goles en contra. La final disputada en Bogotá le dio a Colombia, dirigida de nuevo por Francisco Maturana, el triunfo 1-0 sobre México. Esto generó la oportunidad a la selección de jugar la Copa Confederaciones 2003, torneo en el que finalizó cuarta tras caer con Turquía.
En cuanto a lo trascurrido del siglo XXI, Colombia se ausentó de la Copa Mundial de Fútbol en las ediciones 2002, 2006 y 2010. Entretanto, en la Copa América, la más reciente actuación destacada fue en Perú 2004 ocupando el cuarto lugar, y el tercer lugar obtenido en la Copa América Centenario 2016, disputada en Estados Unidos.
Sin embargo, luego de 16 años de ausencia, Colombia regresó a la Copa Mundial de Fútbol tras cosechar una muy buena eliminatoria gracias a una nueva generación de futbolistas encabezada por el goleador Radamel Falcao García. 
En el Mundial Brasil 2014, el equipo dirigido por José Pekerman alcanzó los cuartos de final cayendo derrotados por Brasil en un partido que terminó 2-1, logrando su mejor participación en la historia, y catapultó a James Rodríguez como máximo goleador (Bota de Oro) del certamen con seis anotaciones.
Así mismo en 2018 logró su sexta clasificación a un mundial, en este torneo se quedó en octavos de final, siendo eliminada por Inglaterra en tanda de penales. 

### Otras categorías

#### Juveniles
La categoría masculina Sub-20 ha sido la de mayor éxito, luego de ganar tres veces el Sudamericano Sub-20 en 1987 y 2005 (ambas ocasiones jugando de local) y luego en Argentina 2013. Además, ha clasificado once veces al Mundial de la categoría, siendo su participación más destacada en Emiratos Árabes 2003, ocupando el tercer lugar bajo el mando técnico de Reinaldo Rueda.
Por su parte, la Selección Sub-17 ha jugado en seis ocasiones en el Mundial de la categoría. En la edición realizada en Finlandia 2003, los orientados por Eduardo Lara llegaron al cuarto lugar al igual que en Nigeria 2009.

#### Femenina
La Selección femenina de Colombia ha obtenido varias participaciones destacadas en su corta historia, llegando a los subcampeonatos de Copa América Femenina en las ediciones de 2010, 2014 y 2022, que le han permitido clasificar a las Copas Mundiales de 2011, 2015 y 2023; en este último logró su mejor participación, alcanzando los cuartos de final. Así mismo, cabe destacar la obtención de la medalla de oro en la edición de los Panamericanos Lima 2019, superando en la final a Argentina.
A nivel juvenil, desde 2006 participa en el Sudamericano Femenino Sub-20, terminando en el segundo lugar, tanto en 2010 (siendo anfitrionas en la ciudad de Bucaramanga) como en 2022, clasificando a los Mundiales de la categoría en 2010 (llegando a las semifinales) y 2022, respectivamente. 
No obstante, Colombia logró su primer título femenino ganando el Sudamericano Femenino Sub-17 de 2008, convirtiéndose en la primera campeona de este certamen y además de obtener la clasificación al Mundial de Nueva Zelanda, disputado en ese año. Su mejor participación fue en el Mundial Sub-17 de 2022, en el que quedaría como subcampeona tras caer en la final por la mínima ante España, siendo la primera vez que una selección colombiana (masculina o femenina) de cualquier categoría llega a esta instancia en un torneo FIFA.

## Sistema de ligas
En la actualidad existen 20 clubes profesionales en la categoría Primera A y 16 en la categoría Primera B para un total de 36 clubes profesionales de fútbol en Colombia. En la Categoría Primera C los equipos son amateurs y no pueden ascender.
| Nivel | Nivel | Categoría   | Categoría   | Divisiones                               | Divisiones                               | Divisiones                               | Divisiones                               | Divisiones                               | Divisiones                               | Divisiones                               | Divisiones                               | Divisiones                               | Divisiones                               | Divisiones                               | Divisiones                               | Divisiones                               | Divisiones                               | Divisiones                               | Divisiones                               | Divisiones                               | Divisiones                               |
| ----- | ----- | ----------- | ----------- | ---------------------------------------- | ---------------------------------------- | ---------------------------------------- | ---------------------------------------- | ---------------------------------------- | ---------------------------------------- | ---------------------------------------- | ---------------------------------------- | ---------------------------------------- | ---------------------------------------- | ---------------------------------------- | ---------------------------------------- | ---------------------------------------- | ---------------------------------------- | ---------------------------------------- | ---------------------------------------- | ---------------------------------------- | ---------------------------------------- |
| 1.º   | 1.º   | Profesional | Profesional | Primera A 20 equipos                     | Primera A 20 equipos                     | Primera A 20 equipos                     | Primera A 20 equipos                     | Primera A 20 equipos                     | Primera A 20 equipos                     | Primera A 20 equipos                     | Primera A 20 equipos                     | Primera A 20 equipos                     | Primera A 20 equipos                     | Primera A 20 equipos                     | Primera A 20 equipos                     | Primera A 20 equipos                     | Primera A 20 equipos                     | Primera A 20 equipos                     | Primera A 20 equipos                     | Primera A 20 equipos                     | Primera A 20 equipos                     |
| 2.º   | 2.º   | Profesional | Profesional | Primera B 16 equipos                     | Primera B 16 equipos                     | Primera B 16 equipos                     | Primera B 16 equipos                     | Primera B 16 equipos                     | Primera B 16 equipos                     | Primera B 16 equipos                     | Primera B 16 equipos                     | Primera B 16 equipos                     | Primera B 16 equipos                     | Primera B 16 equipos                     | Primera B 16 equipos                     | Primera B 16 equipos                     | Primera B 16 equipos                     | Primera B 16 equipos                     | Primera B 16 equipos                     | Primera B 16 equipos                     | Primera B 16 equipos                     |
| 3.º   | 3.º   | Amateur     | Amateur     | Primera C Variable (137 equipos en 2024) | Primera C Variable (137 equipos en 2024) | Primera C Variable (137 equipos en 2024) | Primera C Variable (137 equipos en 2024) | Primera C Variable (137 equipos en 2024) | Primera C Variable (137 equipos en 2024) | Primera C Variable (137 equipos en 2024) | Primera C Variable (137 equipos en 2024) | Primera C Variable (137 equipos en 2024) | Primera C Variable (137 equipos en 2024) | Primera C Variable (137 equipos en 2024) | Primera C Variable (137 equipos en 2024) | Primera C Variable (137 equipos en 2024) | Primera C Variable (137 equipos en 2024) | Primera C Variable (137 equipos en 2024) | Primera C Variable (137 equipos en 2024) | Primera C Variable (137 equipos en 2024) | Primera C Variable (137 equipos en 2024) |

Evolución histórica
| Período        | Primera categoría | Segunda categoría | Tercera categoría |
| -------------- | ----------------- | ----------------- | ----------------- |
| 1948-1990      | Primera A         | ————              | ————              |
| 1991-2002      | Primera A         | Primera B         | Primera C         |
| 2003-2010 *    | Primera A         | Primera B         | Primera C         |
| 2010-2020      | Primera A         | Primera B         | ————              |
| 2021-presente* | Primera A         | Primera B         | Primera C         |

* La tercera división de 2003 a 2010 y desde 2021 no contó con ascenso a segunda división.
- Categoría Primera A. El campeonato de fútbol profesional colombiano se disputa anualmente desde 1948, año en el que Santa Fe se coronó como el primer campeón. Es considerada la principal competición deportiva del país y cuenta con la participación de 20 equipos. El club más laureado en la historia de la Primera A es Atlético Nacional, con 18 títulos, mientras que el campeón vigente es Santa Fe.

- Categoría Primera B. Luego de varios intentos, en 1991 fue creada la categoría de Ascenso que es denominada como 'Primera B'. En ella participan 16 equipos. Desde 2006 hasta 2014 había un ascenso directo y se jugaba una serie de promoción entre el penúltimo de la Tabla del Descenso de la Primera A y el subcampeón del año en la Primera B. Desde 2015 ascienden 2 equipos de manera directa. El campeón vigente es Unión Magdalena.

- Categoría Primera C. La tercera división desde 1991 hasta el 2001 fue el Torneo Amateur de Ascenso, organizado por Difutbol, siendo el torneo que otorgaba cupo a la Primera B, desde sus inicios en 1991 hasta el 2001. En 2002 cuando algunos dirigentes de la Dimayor no querían que sus equipos afiliados a la rama profesional descendieran a la categoría inferior, eliminaron el ascenso desde la tercera división. Desde 2003 se siguió realizando el torneo, pero ya sin cupo a la Primera B y sin premio para el campeón aficionado y en 2010 desapareció. Cuatro años más tarde, se realizó el Torneo Sub-23 con 10 equipos tratando de emular la Primera C pero de igual manera no se llega a ningún acuerdo con la rama profesional. Posteriormente en 2017, el expresidente de la rama profesional del fútbol colombiano, Jorge Perdomo, aseguró que en dos o tres años podría volver la Primera C, a partir de equipos del Campeonato Sub-20 de la Federación Colombiana de Fútbol, y clubes filiales de los 36 afiliados a la Dimayor, con una inversión cercana a los 4.000 millones de pesos, sin embargo se dio marcha atrás cuando el nuevo presidente Jorge Enrique Vélez asumió la presidencia en Dimayor, anunció que no había ninguna opción de reactivar la tercera categoría debido a los altos costos que presentaría.[10] Finalmente en 2021 Difutbol reactivó el torneo debido a las presiones por parte de nuevos gremios de clubes aficionados y el Congreso de la República.

- Copa Colombia. La Copa se disputa anualmente desde 2008, luego que no se jugará durante 19 años. En total se han jugado 22 ediciones. Desde su relanzamiento la disputan los equipos de la Primera y Segunda División. El más veces campeón de esta copa y el campeón vigente es Atlético Nacional.

- Superliga de Colombia. Se disputa anualmente desde 2012, en esta se enfrentan los campeones del Torneo Apertura y Finalización del año anterior. El campeón vigente es Atlético Nacional, igualando a Santa Fe como los clubes con más títulos.

## Clubes

#### Clásicos y rivalidades

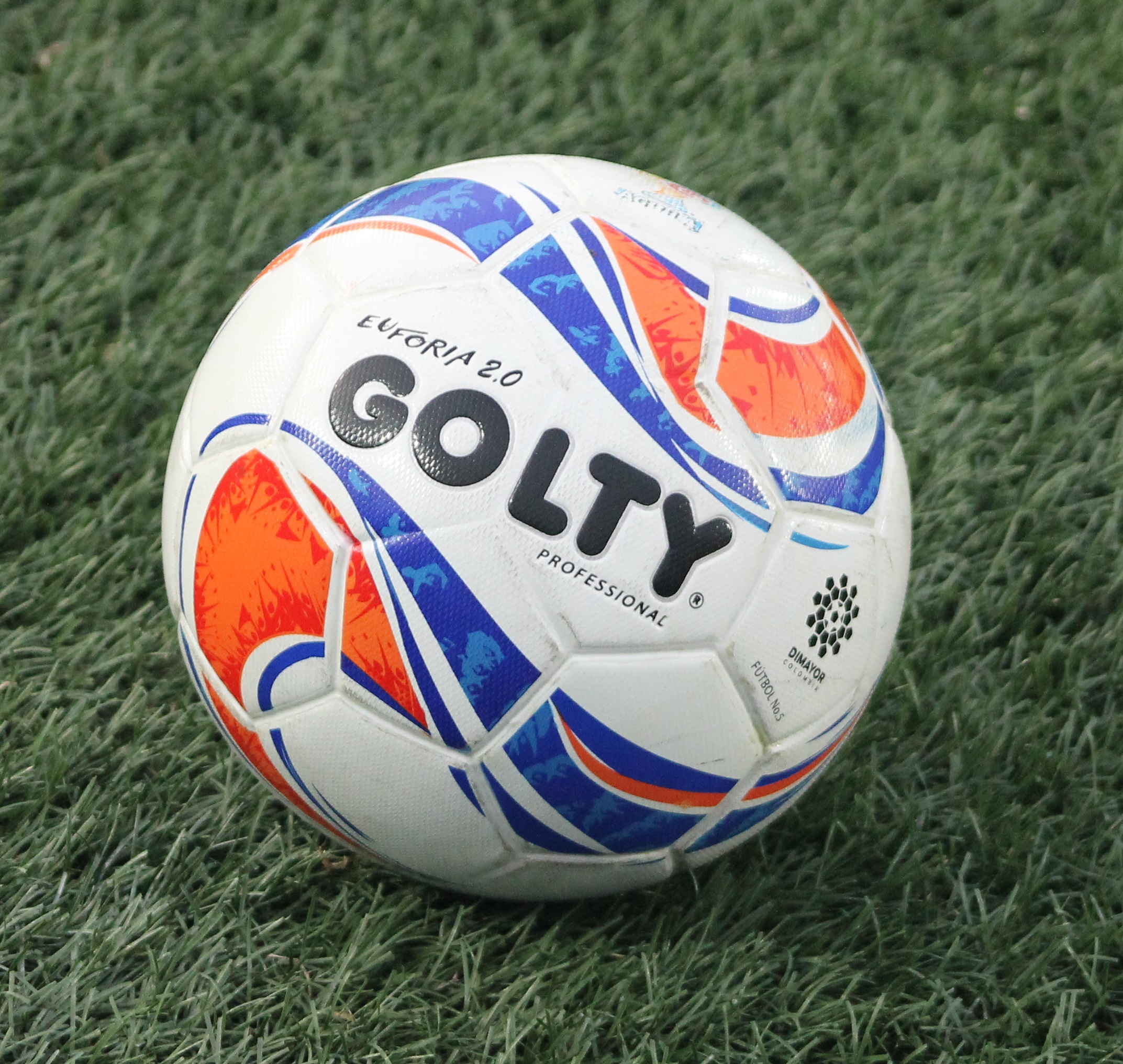
Euforia 2.0, el balón oficial del fútbol colombiano en 2017.

- El Superclásico del Fútbol Colombiano: Atlético Nacional vs. Millonarios
- El Clásico Popular: Atlético Nacional vs. América de Cali
- El Clásico de las Estrellas: Millonarios vs. América de Cali
- El Clásico Añejo: Millonarios vs. Deportivo Cali
- El Clásico Rojo: América de Cali vs. Independiente Santa Fe
- El Clásico Verde: Atlético Nacional vs. Deportivo Cali
- El Clásico Decano: Deportivo Cali vs. Independiente Medellín

Clásicos regionales
- Clásico bogotano: Millonarios vs. Independiente Santa Fe
- Clásico paisa: Atlético Nacional vs. Independiente Medellín
- Clásico vallecaucano: América de Cali vs. Deportivo Cali
- Clásico costeño: Atlético Junior vs. Unión Magdalena
- Clásico del Oriente colombiano: Cúcuta Deportivo vs. Atlético Bucaramanga
- Clásico Cafetero: Once Caldas vs. Deportivo Pereira vs. Deportes Quindío
- Clásico del Tolima Grande: Deportes Tolima vs. Atlético Huila
- Clásico de la Ruana: Boyacá Chicó vs. Patriotas.
- Clásico Cartagenero: Real Cartagena vs. Expreso Rojo.

Otros Clásicos regionales
- Clásico joven de Antioquia: Envigado F. C. vs. Rionegro Águilas
- Clásico joven de Bogotá: La Equidad vs. Fortaleza vs. Tigres F. C.
- Clásico de Palmira: Internacional F. C. vs. Orsomarso S. C.
- Clásico de La Línea: Deportes Quindío vs. Deportes Tolima

#### Resultados internacionales
En total, 16 equipos diferentes han jugado en los 64 años de historia de la Copa Libertadores. El primero de ellos en llegar a una final fue el Deportivo Cali que en 1978 cayó con Boca Juniors. Posteriormente, América de Cali llegó en tres ocasiones consecutivas (1985, 1986, 1987) a la final del máximo torneo de clubes del continente sin lograr el título.
En 1989, Atlético Nacional jugó la final de la Copa Libertadores donde quedó campeón y se impuso al Club Olimpia de Paraguay, por marcador de 5-4 en penaltis, al perder en el partido de ida 2-0 y remontar 0-2 en la vuelta. En La final de la Copa Intercontinental el conjunto verdolaga caería derrota ante el A. C. Milan 1-0, igual resultado obtuvo el conjunto paisa en la Recopa Sudamericana de 1990 pero ante el Boca Juniors argentino. En 1990, Atlético Nacional consigue la Copa Interamericana al derrotar por marcador global de 6-1 a los Pumas de la UNAM de México. En 1995, Atlético Nacional jugó la final de la Copa Libertadores nuevamente donde perdió frente al Gremio de Porto Alegre; luego, América de Cali en 1996 cayó en otra final de Copa Libertadores, esta vez a manos de River Plate. En 1997, Atlético Nacional consigue la segunda Copa Interamericana al derrotar 3-2 al Saprissa de Costa Rica y en 1998 la primera Copa Merconorte para Colombia al vencer por marcador global de 4-1 al Deportivo Cali. Luego de la serie de éxitos de Atlético Nacional, el equipo América de Cali ganó su primer título internacional al obtener la Copa Merconorte 1999 sobre Independiente Santa Fe, que en 1996 fue subcampeón de la Copa Conmebol. También en 1999, Deportivo Cali fue subcampeón nuevamente de la Copa Libertadores, tras caer en penales ante el Palmeiras de Brasil.
La Copa Merconorte quedó marcada en la historia del fútbol colombiano, ya que todas sus ediciones fueron ganadas por clubes Cafeteros, Atlético Nacional (2 títulos), América de Cali (1 título) y Millonarios (1 título).
Otro éxito de clubes colombianos en el exterior constituyó el título de la Copa Libertadores 2004 de Once Caldas, luego de derrotar en la final al múltiple campeón del torneo Boca Juniors. En la Copa Intercontinental, Once Caldas corrió con la misma suerte de Atlético Nacional en 1989, luego de perder por penales con el FC Oporto de Portugal.
El primer título de Copa Sudamericana para Colombia llegó en 2015, cuando el Independiente Santa Fe derrotó en la final al Huracán de Argentina en la tanda de penales por 3-1, luego de empatar en los juegos de ida y vuelta a cero goles. Esto le valdría disputar la Campeonato Sudamericano - Japonés en 2016 enfrentando al Kashima Antlers, partido que ganaría por 1-0 consiguiendo el primer título para un equipo colombiano fuera del continente americano.
En la Copa Libertadores de 2016, Atlético Nacional obtuvo su segundo título al derrotar a Independiente del Valle de Ecuador, logrando participar un club colombiano por primera vez en el Mundial de Clubes, donde los verdolagas conseguirían el tercer lugar venciendo al América de México en los lanzamientos desde el punto penal, después de haber sido eliminados en semifinales. Posteriormente Atlético Nacional ganaría por primera vez para Colombia la Recopa Sudamericana y su título internacional número siete al vencer 4-1 al equipo Chapecoense de Brasil luego de perder el encuentro de ida por 2-1.
En 2018 se dio la última final internacional de un equipo colombiano hasta la fecha, en la que Junior de Barranquilla fue subcampeón de la Copa Sudamericana, esto tras caer en la tanda de penales ante Atlético Paranaense luego de haber empatado a 1 gol, tanto en el juego de ida como en el juego de vuelta.

#### Clubes con títulos oficiales
| Tabla de clubes campeones de torneos de primera y segunda categoría | Tabla de clubes campeones de torneos de primera y segunda categoría | Tabla de clubes campeones de torneos de primera y segunda categoría | Tabla de clubes campeones de torneos de primera y segunda categoría | Tabla de clubes campeones de torneos de primera y segunda categoría | Tabla de clubes campeones de torneos de primera y segunda categoría | Tabla de clubes campeones de torneos de primera y segunda categoría | Tabla de clubes campeones de torneos de primera y segunda categoría | Tabla de clubes campeones de torneos de primera y segunda categoría | Tabla de clubes campeones de torneos de primera y segunda categoría | Tabla de clubes campeones de torneos de primera y segunda categoría | Tabla de clubes campeones de torneos de primera y segunda categoría | Tabla de clubes campeones de torneos de primera y segunda categoría | Tabla de clubes campeones de torneos de primera y segunda categoría | Tabla de clubes campeones de torneos de primera y segunda categoría | Tabla de clubes campeones de torneos de primera y segunda categoría | Tabla de clubes campeones de torneos de primera y segunda categoría | Tabla de clubes campeones de torneos de primera y segunda categoría | Tabla de clubes campeones de torneos de primera y segunda categoría | Tabla de clubes campeones de torneos de primera y segunda categoría | Tabla de clubes campeones de torneos de primera y segunda categoría | Tabla de clubes campeones de torneos de primera y segunda categoría | Tabla de clubes campeones de torneos de primera y segunda categoría | Tabla de clubes campeones de torneos de primera y segunda categoría | Tabla de clubes campeones de torneos de primera y segunda categoría | Tabla de clubes campeones de torneos de primera y segunda categoría | Tabla de clubes campeones de torneos de primera y segunda categoría | Tabla de clubes campeones de torneos de primera y segunda categoría | Tabla de clubes campeones de torneos de primera y segunda categoría | Tabla de clubes campeones de torneos de primera y segunda categoría | Tabla de clubes campeones de torneos de primera y segunda categoría | Tabla de clubes campeones de torneos de primera y segunda categoría | Tabla de clubes campeones de torneos de primera y segunda categoría | Tabla de clubes campeones de torneos de primera y segunda categoría | Tabla de clubes campeones de torneos de primera y segunda categoría | Tabla de clubes campeones de torneos de primera y segunda categoría | Tabla de clubes campeones de torneos de primera y segunda categoría | Tabla de clubes campeones de torneos de primera y segunda categoría | Tabla de clubes campeones de torneos de primera y segunda categoría |         |
| Club                                                                | Club                                                                | Nacionales                                                          | Nacionales                                                          | Nacionales                                                          | Nacionales                                                          | Nacionales                                                          | Nacionales                                                          | Nacionales                                                          | Nacionales                                                          |                                                                     | Continentales                                                       | Continentales                                                       | Continentales                                                       | Continentales                                                       | Continentales                                                       | Continentales                                                       | Continentales                                                       | Continentales                                                       | Continentales                                                       | Continentales                                                       | Continentales                                                       | Continentales                                                       |                                                                     | Mundiales                                                           | Mundiales                                                           | Mundiales                                                           | Mundiales                                                           | Mundiales                                                           | Mundiales                                                           | Mundiales                                                           | Mundiales                                                           | Mundiales                                                           | Mundiales                                                           | Mundiales                                                           | Mundiales                                                           | Mundiales                                                           | Mundiales                                                           | Títulos                                                             | Títulos |
| Club                                                                | Club                                                                | PA                                                                  | PA                                                                  | PB                                                                  | PB                                                                  | CC                                                                  | CC                                                                  | SL                                                                  | SL                                                                  |                                                                     | CL                                                                  | CL                                                                  | CS                                                                  | CS                                                                  | CR                                                                  | CR                                                                  | CON                                                                 | CON                                                                 | MN                                                                  | MN                                                                  | SMB                                                                 | SMB                                                                 |                                                                     | CM                                                                  | CM                                                                  | CIF                                                                 | CIF                                                                 | CI                                                                  | CI                                                                  | CIA                                                                 | CIA                                                                 | DAF                                                                 | DAF                                                                 | CCF                                                                 | CCF                                                                 | SB                                                                  | SB                                                                  | Títulos                                                             | Títulos |
| Pos.                                                                | Nombre                                                              |                                                                     |                                                                     |                                                                     |                                                                     |                                                                     |                                                                     |                                                                     |                                                                     |                                                                     |                                                                     |                                                                     |                                                                     |                                                                     |                                                                     |                                                                     |                                                                     |                                                                     |                                                                     |                                                                     |                                                                     |                                                                     |                                                                     |                                                                     |                                                                     |                                                                     |                                                                     |                                                                     |                                                                     |                                                                     |                                                                     |                                                                     |                                                                     |                                                                     |                                                                     |                                                                     |                                                                     |                                                                     |         |
| ------------------------------------------------------------------- | ------------------------------------------------------------------- | ------------------------------------------------------------------- | ------------------------------------------------------------------- | ------------------------------------------------------------------- | ------------------------------------------------------------------- | ------------------------------------------------------------------- | ------------------------------------------------------------------- | ------------------------------------------------------------------- | ------------------------------------------------------------------- | ------------------------------------------------------------------- | ------------------------------------------------------------------- | ------------------------------------------------------------------- | ------------------------------------------------------------------- | ------------------------------------------------------------------- | ------------------------------------------------------------------- | ------------------------------------------------------------------- | ------------------------------------------------------------------- | ------------------------------------------------------------------- | ------------------------------------------------------------------- | ------------------------------------------------------------------- | ------------------------------------------------------------------- | ------------------------------------------------------------------- | ------------------------------------------------------------------- | ------------------------------------------------------------------- | ------------------------------------------------------------------- | ------------------------------------------------------------------- | ------------------------------------------------------------------- | ------------------------------------------------------------------- | ------------------------------------------------------------------- | ------------------------------------------------------------------- | ------------------------------------------------------------------- | ------------------------------------------------------------------- | ------------------------------------------------------------------- | ------------------------------------------------------------------- | ------------------------------------------------------------------- | ------------------------------------------------------------------- | ------------------------------------------------------------------- | ------------------------------------------------------------------- | ------- |
| 1.                                                                  | Atlético Nacional                                                   | 18                                                                  | 12                                                                  | -                                                                   | -                                                                   | 7                                                                   | 0                                                                   | 4                                                                   | 3                                                                   |                                                                     | 2                                                                   | 1                                                                   | 0                                                                   | 3                                                                   | 1                                                                   | 1                                                                   | -                                                                   | -                                                                   | 2                                                                   | 0                                                                   | 0                                                                   | 1                                                                   |                                                                     | -                                                                   | -                                                                   | -                                                                   | -                                                                   | 0                                                                   | 1                                                                   | 2                                                                   | 0                                                                   | -                                                                   | -                                                                   | -                                                                   | -                                                                   | -                                                                   | -                                                                   | 36                                                                  |         |
| 2.                                                                  | Millonarios                                                         | 16                                                                  | 10                                                                  | -                                                                   | -                                                                   | 3                                                                   | 2                                                                   | 2                                                                   | 1                                                                   |                                                                     | -                                                                   | -                                                                   | -                                                                   | -                                                                   | -                                                                   | -                                                                   | -                                                                   | -                                                                   | 1                                                                   | 1                                                                   | 1                                                                   | 0                                                                   |                                                                     | -                                                                   | -                                                                   | -                                                                   | -                                                                   | -                                                                   | -                                                                   | -                                                                   | -                                                                   | -                                                                   | -                                                                   | -                                                                   | -                                                                   | -                                                                   | -                                                                   | 23                                                                  |         |
| 3.                                                                  | Santa Fe                                                            | 10                                                                  | 7                                                                   | -                                                                   | -                                                                   | 2                                                                   | 3                                                                   | 4                                                                   | 0                                                                   |                                                                     | -                                                                   | -                                                                   | 1                                                                   | 0                                                                   | 0                                                                   | 1                                                                   | 0                                                                   | 1                                                                   | 0                                                                   | 1                                                                   | 1                                                                   | 0                                                                   |                                                                     | -                                                                   | -                                                                   | -                                                                   | -                                                                   | -                                                                   | -                                                                   | -                                                                   | -                                                                   | -                                                                   | -                                                                   | -                                                                   | -                                                                   | 1                                                                   | 0                                                                   | 19                                                                  |         |
| 4.                                                                  | América de Cali                                                     | 15                                                                  | 7                                                                   | 1                                                                   | 1                                                                   | 0                                                                   | 1                                                                   | 0                                                                   | 2                                                                   |                                                                     | 0                                                                   | 4                                                                   | -                                                                   | -                                                                   | -                                                                   | -                                                                   | -                                                                   | -                                                                   | 1                                                                   | 0                                                                   | 1                                                                   | 0                                                                   |                                                                     | -                                                                   | -                                                                   | -                                                                   | -                                                                   | -                                                                   | -                                                                   | -                                                                   | -                                                                   | -                                                                   | -                                                                   | -                                                                   | -                                                                   | -                                                                   | -                                                                   | 17                                                                  |         |
| 5.                                                                  | Junior                                                              | 10                                                                  | 10                                                                  | -                                                                   | -                                                                   | 2                                                                   | 2                                                                   | 2                                                                   | 2                                                                   |                                                                     | -                                                                   | -                                                                   | 0                                                                   | 1                                                                   | -                                                                   | -                                                                   | -                                                                   | -                                                                   | -                                                                   | -                                                                   | -                                                                   | -                                                                   |                                                                     | -                                                                   | -                                                                   | -                                                                   | -                                                                   | -                                                                   | -                                                                   | -                                                                   | -                                                                   | -                                                                   | -                                                                   | -                                                                   | -                                                                   | -                                                                   | -                                                                   | 14                                                                  |         |
| 6.                                                                  | Deportivo Cali                                                      | 10                                                                  | 14                                                                  | -                                                                   | -                                                                   | 1                                                                   | 2                                                                   | 1                                                                   | 2                                                                   |                                                                     | 0                                                                   | 2                                                                   | -                                                                   | -                                                                   | -                                                                   | -                                                                   | -                                                                   | -                                                                   | 0                                                                   | 1                                                                   | -                                                                   | -                                                                   |                                                                     | -                                                                   | -                                                                   | -                                                                   | -                                                                   | -                                                                   | -                                                                   | -                                                                   | -                                                                   | -                                                                   | -                                                                   | -                                                                   | -                                                                   | -                                                                   | -                                                                   | 12                                                                  |         |
| 7.                                                                  | Independiente Medellín                                              | 6                                                                   | 13                                                                  | -                                                                   | -                                                                   | 3                                                                   | 1                                                                   | 0                                                                   | 1                                                                   |                                                                     | -                                                                   | -                                                                   | -                                                                   | -                                                                   | -                                                                   | -                                                                   | -                                                                   | -                                                                   | -                                                                   | -                                                                   | -                                                                   | -                                                                   |                                                                     | -                                                                   | -                                                                   | -                                                                   | -                                                                   | -                                                                   | -                                                                   | -                                                                   | -                                                                   | -                                                                   | -                                                                   | -                                                                   | -                                                                   | -                                                                   | -                                                                   | 9                                                                   |         |
| 8.                                                                  | Once Caldas                                                         | 4                                                                   | 2                                                                   | -                                                                   | -                                                                   | 0                                                                   | 2                                                                   | -                                                                   | -                                                                   |                                                                     | 1                                                                   | 0                                                                   | -                                                                   | -                                                                   | 0                                                                   | 1                                                                   | -                                                                   | -                                                                   | -                                                                   | -                                                                   | -                                                                   | -                                                                   |                                                                     | -                                                                   | -                                                                   | -                                                                   | -                                                                   | 0                                                                   | 1                                                                   | -                                                                   | -                                                                   | -                                                                   | -                                                                   | -                                                                   | -                                                                   | -                                                                   | -                                                                   | 5                                                                   |         |
| 9.                                                                  | Deportes Tolima                                                     | 3                                                                   | 9                                                                   | 1                                                                   | 0                                                                   | 1                                                                   | 1                                                                   | 1                                                                   | 1                                                                   |                                                                     | -                                                                   | -                                                                   | -                                                                   | -                                                                   | -                                                                   | -                                                                   | -                                                                   | -                                                                   | -                                                                   | -                                                                   | -                                                                   | -                                                                   |                                                                     | -                                                                   | -                                                                   | -                                                                   | -                                                                   | -                                                                   | -                                                                   | -                                                                   | -                                                                   | -                                                                   | -                                                                   | -                                                                   | -                                                                   | -                                                                   | -                                                                   | 5                                                                   |         |
| 10.                                                                 | Deportivo Pasto                                                     | 1                                                                   | 3                                                                   | 2                                                                   | 1                                                                   | 0                                                                   | 2                                                                   | -                                                                   | -                                                                   |                                                                     | -                                                                   | -                                                                   | -                                                                   | -                                                                   | -                                                                   | -                                                                   | -                                                                   | -                                                                   | -                                                                   | -                                                                   | -                                                                   | -                                                                   |                                                                     | -                                                                   | -                                                                   | -                                                                   | -                                                                   | -                                                                   | -                                                                   | -                                                                   | -                                                                   | -                                                                   | -                                                                   | -                                                                   | -                                                                   | -                                                                   | -                                                                   | 1                                                                   |         |
| 11.                                                                 | Deportes Quindío                                                    | 1                                                                   | 2                                                                   | 2                                                                   | 1                                                                   | -                                                                   | -                                                                   | -                                                                   | -                                                                   |                                                                     | -                                                                   | -                                                                   | -                                                                   | -                                                                   | -                                                                   | -                                                                   | -                                                                   | -                                                                   | -                                                                   | -                                                                   | -                                                                   | -                                                                   |                                                                     | -                                                                   | -                                                                   | -                                                                   | -                                                                   | -                                                                   | -                                                                   | -                                                                   | -                                                                   | -                                                                   | -                                                                   | -                                                                   | -                                                                   | -                                                                   | -                                                                   | 1                                                                   |         |
| 12.                                                                 | Atlético Bucaramanga                                                | 1                                                                   | 1                                                                   | 2                                                                   | 1                                                                   | -                                                                   | -                                                                   | 0                                                                   | 1                                                                   |                                                                     | -                                                                   | -                                                                   | -                                                                   | -                                                                   | -                                                                   | -                                                                   | -                                                                   | -                                                                   | -                                                                   | -                                                                   | -                                                                   | -                                                                   |                                                                     | -                                                                   | -                                                                   | -                                                                   | -                                                                   | -                                                                   | -                                                                   | -                                                                   | -                                                                   | -                                                                   | -                                                                   | -                                                                   | -                                                                   | -                                                                   | -                                                                   | 1                                                                   |         |
| 13.                                                                 | Cúcuta Deportivo                                                    | 1                                                                   | 1                                                                   | 3                                                                   | 1                                                                   | -                                                                   | -                                                                   | -                                                                   | -                                                                   |                                                                     | -                                                                   | -                                                                   | -                                                                   | -                                                                   | -                                                                   | -                                                                   | -                                                                   | -                                                                   | -                                                                   | -                                                                   | -                                                                   | -                                                                   |                                                                     | -                                                                   | -                                                                   | -                                                                   | -                                                                   | -                                                                   | -                                                                   | -                                                                   | -                                                                   | -                                                                   | -                                                                   | -                                                                   | -                                                                   | -                                                                   | -                                                                   | 1                                                                   |         |
| 14.                                                                 | Deportivo Pereira                                                   | 1                                                                   | 0                                                                   | 2                                                                   | 1                                                                   | 0                                                                   | 1                                                                   | 0                                                                   | 1                                                                   |                                                                     | -                                                                   | -                                                                   | -                                                                   | -                                                                   | -                                                                   | -                                                                   | -                                                                   | -                                                                   | -                                                                   | -                                                                   | -                                                                   | -                                                                   |                                                                     | -                                                                   | -                                                                   | -                                                                   | -                                                                   | -                                                                   | -                                                                   | -                                                                   | -                                                                   | -                                                                   | -                                                                   | -                                                                   | -                                                                   | -                                                                   | -                                                                   | 1                                                                   |         |
| 15.                                                                 | Boyacá Chicó                                                        | 1                                                                   | 0                                                                   | 3                                                                   | 1                                                                   | 0                                                                   | 1                                                                   | -                                                                   | -                                                                   |                                                                     | -                                                                   | -                                                                   | -                                                                   | -                                                                   | -                                                                   | -                                                                   | -                                                                   | -                                                                   | -                                                                   | -                                                                   | -                                                                   | -                                                                   |                                                                     | -                                                                   | -                                                                   | -                                                                   | -                                                                   | -                                                                   | -                                                                   | -                                                                   | -                                                                   | -                                                                   | -                                                                   | -                                                                   | -                                                                   | -                                                                   | -                                                                   | 1                                                                   |         |
| 16.                                                                 | Unión Magdalena                                                     | 1                                                                   | 0                                                                   | 2                                                                   | 2                                                                   | 0                                                                   | 1                                                                   | -                                                                   | -                                                                   |                                                                     | -                                                                   | -                                                                   | -                                                                   | -                                                                   | -                                                                   | -                                                                   | -                                                                   | -                                                                   | -                                                                   | -                                                                   | -                                                                   | -                                                                   |                                                                     | -                                                                   | -                                                                   | -                                                                   | -                                                                   | -                                                                   | -                                                                   | -                                                                   | -                                                                   | -                                                                   | -                                                                   | -                                                                   | -                                                                   | -                                                                   | -                                                                   | 1                                                                   |         |
| 17.                                                                 | La Equidad                                                          | 0                                                                   | 3                                                                   | 1                                                                   | 0                                                                   | 1                                                                   | 0                                                                   | -                                                                   | -                                                                   |                                                                     | -                                                                   | -                                                                   | -                                                                   | -                                                                   | -                                                                   | -                                                                   | -                                                                   | -                                                                   | -                                                                   | -                                                                   | -                                                                   | -                                                                   |                                                                     | -                                                                   | -                                                                   | -                                                                   | -                                                                   | -                                                                   | -                                                                   | -                                                                   | -                                                                   | -                                                                   | -                                                                   | -                                                                   | -                                                                   | -                                                                   | -                                                                   | 1                                                                   |         |
| 18.                                                                 | Boca Juniors de Cali                                                | 0                                                                   | 2                                                                   | -                                                                   | -                                                                   | 1                                                                   | 1                                                                   | -                                                                   | -                                                                   |                                                                     | -                                                                   | -                                                                   | -                                                                   | -                                                                   | -                                                                   | -                                                                   | -                                                                   | -                                                                   | -                                                                   | -                                                                   | -                                                                   | -                                                                   |                                                                     | -                                                                   | -                                                                   | -                                                                   | -                                                                   | -                                                                   | -                                                                   | -                                                                   | -                                                                   | -                                                                   | -                                                                   | -                                                                   | -                                                                   | -                                                                   | -                                                                   | 1                                                                   |         |
| Última actualización: 29 de junio de 2025                           |                                                                     |                                                                     |                                                                     |                                                                     |                                                                     |                                                                     |                                                                     |                                                                     |                                                                     |                                                                     |                                                                     |                                                                     |                                                                     |                                                                     |                                                                     |                                                                     |                                                                     |                                                                     |                                                                     |                                                                     |                                                                     |                                                                     |                                                                     |                                                                     |                                                                     |                                                                     |                                                                     |                                                                     |                                                                     |                                                                     |                                                                     |                                                                     |                                                                     |                                                                     |                                                                     |                                                                     |                                                                     |                                                                     |         |

| Tabla de clubes campeones solamente de torneos de segunda categoría y no campeones | Tabla de clubes campeones solamente de torneos de segunda categoría y no campeones | Tabla de clubes campeones solamente de torneos de segunda categoría y no campeones | Tabla de clubes campeones solamente de torneos de segunda categoría y no campeones | Tabla de clubes campeones solamente de torneos de segunda categoría y no campeones | Tabla de clubes campeones solamente de torneos de segunda categoría y no campeones | Tabla de clubes campeones solamente de torneos de segunda categoría y no campeones | Tabla de clubes campeones solamente de torneos de segunda categoría y no campeones | Tabla de clubes campeones solamente de torneos de segunda categoría y no campeones | Tabla de clubes campeones solamente de torneos de segunda categoría y no campeones | Tabla de clubes campeones solamente de torneos de segunda categoría y no campeones | Tabla de clubes campeones solamente de torneos de segunda categoría y no campeones | Tabla de clubes campeones solamente de torneos de segunda categoría y no campeones | Tabla de clubes campeones solamente de torneos de segunda categoría y no campeones | Tabla de clubes campeones solamente de torneos de segunda categoría y no campeones | Tabla de clubes campeones solamente de torneos de segunda categoría y no campeones | Tabla de clubes campeones solamente de torneos de segunda categoría y no campeones | Tabla de clubes campeones solamente de torneos de segunda categoría y no campeones | Tabla de clubes campeones solamente de torneos de segunda categoría y no campeones | Tabla de clubes campeones solamente de torneos de segunda categoría y no campeones | Tabla de clubes campeones solamente de torneos de segunda categoría y no campeones | Tabla de clubes campeones solamente de torneos de segunda categoría y no campeones | Tabla de clubes campeones solamente de torneos de segunda categoría y no campeones | Tabla de clubes campeones solamente de torneos de segunda categoría y no campeones | Tabla de clubes campeones solamente de torneos de segunda categoría y no campeones | Tabla de clubes campeones solamente de torneos de segunda categoría y no campeones | Tabla de clubes campeones solamente de torneos de segunda categoría y no campeones | Tabla de clubes campeones solamente de torneos de segunda categoría y no campeones | Tabla de clubes campeones solamente de torneos de segunda categoría y no campeones | Tabla de clubes campeones solamente de torneos de segunda categoría y no campeones | Tabla de clubes campeones solamente de torneos de segunda categoría y no campeones | Tabla de clubes campeones solamente de torneos de segunda categoría y no campeones | Tabla de clubes campeones solamente de torneos de segunda categoría y no campeones | Tabla de clubes campeones solamente de torneos de segunda categoría y no campeones | Tabla de clubes campeones solamente de torneos de segunda categoría y no campeones | Tabla de clubes campeones solamente de torneos de segunda categoría y no campeones | Tabla de clubes campeones solamente de torneos de segunda categoría y no campeones | Tabla de clubes campeones solamente de torneos de segunda categoría y no campeones | Tabla de clubes campeones solamente de torneos de segunda categoría y no campeones |         |
| Club                                                                               | Club                                                                               | Nacionales                                                                         | Nacionales                                                                         | Nacionales                                                                         | Nacionales                                                                         | Nacionales                                                                         | Nacionales                                                                         | Nacionales                                                                         | Nacionales                                                                         |                                                                                    | Continentales                                                                      | Continentales                                                                      | Continentales                                                                      | Continentales                                                                      | Continentales                                                                      | Continentales                                                                      | Continentales                                                                      | Continentales                                                                      | Continentales                                                                      | Continentales                                                                      | Continentales                                                                      | Continentales                                                                      |                                                                                    | Mundiales                                                                          | Mundiales                                                                          | Mundiales                                                                          | Mundiales                                                                          | Mundiales                                                                          | Mundiales                                                                          | Mundiales                                                                          | Mundiales                                                                          | Mundiales                                                                          | Mundiales                                                                          | Mundiales                                                                          | Mundiales                                                                          | Mundiales                                                                          | Mundiales                                                                          | Títulos                                                                            | Títulos |
| Club                                                                               | Club                                                                               | PA                                                                                 | PA                                                                                 | PB                                                                                 | PB                                                                                 | CC                                                                                 | CC                                                                                 | SL                                                                                 | SL                                                                                 |                                                                                    | CL                                                                                 | CL                                                                                 | CS                                                                                 | CS                                                                                 | CR                                                                                 | CR                                                                                 | CON                                                                                | CON                                                                                | MN                                                                                 | MN                                                                                 | SMB                                                                                | SMB                                                                                |                                                                                    | CM                                                                                 | CM                                                                                 | CIF                                                                                | CIF                                                                                | CI                                                                                 | CI                                                                                 | CIA                                                                                | CIA                                                                                | DAF                                                                                | DAF                                                                                | CCF                                                                                | CCF                                                                                | SB                                                                                 | SB                                                                                 | Títulos                                                                            | Títulos |
| Pos.                                                                               | Nombre                                                                             |                                                                                    |                                                                                    |                                                                                    |                                                                                    |                                                                                    |                                                                                    |                                                                                    |                                                                                    |                                                                                    |                                                                                    |                                                                                    |                                                                                    |                                                                                    |                                                                                    |                                                                                    |                                                                                    |                                                                                    |                                                                                    |                                                                                    |                                                                                    |                                                                                    |                                                                                    |                                                                                    |                                                                                    |                                                                                    |                                                                                    |                                                                                    |                                                                                    |                                                                                    |                                                                                    |                                                                                    |                                                                                    |                                                                                    |                                                                                    |                                                                                    |                                                                                    |                                                                                    |         |
| ---------------------------------------------------------------------------------- | ---------------------------------------------------------------------------------- | ---------------------------------------------------------------------------------- | ---------------------------------------------------------------------------------- | ---------------------------------------------------------------------------------- | ---------------------------------------------------------------------------------- | ---------------------------------------------------------------------------------- | ---------------------------------------------------------------------------------- | ---------------------------------------------------------------------------------- | ---------------------------------------------------------------------------------- | ---------------------------------------------------------------------------------- | ---------------------------------------------------------------------------------- | ---------------------------------------------------------------------------------- | ---------------------------------------------------------------------------------- | ---------------------------------------------------------------------------------- | ---------------------------------------------------------------------------------- | ---------------------------------------------------------------------------------- | ---------------------------------------------------------------------------------- | ---------------------------------------------------------------------------------- | ---------------------------------------------------------------------------------- | ---------------------------------------------------------------------------------- | ---------------------------------------------------------------------------------- | ---------------------------------------------------------------------------------- | ---------------------------------------------------------------------------------- | ---------------------------------------------------------------------------------- | ---------------------------------------------------------------------------------- | ---------------------------------------------------------------------------------- | ---------------------------------------------------------------------------------- | ---------------------------------------------------------------------------------- | ---------------------------------------------------------------------------------- | ---------------------------------------------------------------------------------- | ---------------------------------------------------------------------------------- | ---------------------------------------------------------------------------------- | ---------------------------------------------------------------------------------- | ---------------------------------------------------------------------------------- | ---------------------------------------------------------------------------------- | ---------------------------------------------------------------------------------- | ---------------------------------------------------------------------------------- | ---------------------------------------------------------------------------------- | ------- |
| 19.                                                                                | Atlético Huila                                                                     | 0                                                                                  | 2                                                                                  | 3                                                                                  | 1                                                                                  | -                                                                                  | -                                                                                  | -                                                                                  | -                                                                                  |                                                                                    | -                                                                                  | -                                                                                  | -                                                                                  | -                                                                                  | -                                                                                  | -                                                                                  | -                                                                                  | -                                                                                  | -                                                                                  | -                                                                                  | -                                                                                  | -                                                                                  |                                                                                    | -                                                                                  | -                                                                                  | -                                                                                  | -                                                                                  | -                                                                                  | -                                                                                  | -                                                                                  | -                                                                                  | -                                                                                  | -                                                                                  | -                                                                                  | -                                                                                  | -                                                                                  | -                                                                                  | 0                                                                                  |         |
| 20.                                                                                | Real Cartagena                                                                     | 0                                                                                  | 1                                                                                  | 3                                                                                  | 0                                                                                  | -                                                                                  | -                                                                                  | -                                                                                  | -                                                                                  |                                                                                    | -                                                                                  | -                                                                                  | -                                                                                  | -                                                                                  | -                                                                                  | -                                                                                  | -                                                                                  | -                                                                                  | -                                                                                  | -                                                                                  | -                                                                                  | -                                                                                  |                                                                                    | -                                                                                  | -                                                                                  | -                                                                                  | -                                                                                  | -                                                                                  | -                                                                                  | -                                                                                  | -                                                                                  | -                                                                                  | -                                                                                  | -                                                                                  | -                                                                                  | -                                                                                  | -                                                                                  | 0                                                                                  |         |
| 21.                                                                                | Águilas Doradas                                                                    | -                                                                                  | -                                                                                  | 1                                                                                  | 1                                                                                  | 0                                                                                  | 1                                                                                  | -                                                                                  | -                                                                                  |                                                                                    | -                                                                                  | -                                                                                  | -                                                                                  | -                                                                                  | -                                                                                  | -                                                                                  | -                                                                                  | -                                                                                  | -                                                                                  | -                                                                                  | -                                                                                  | -                                                                                  |                                                                                    | -                                                                                  | -                                                                                  | -                                                                                  | -                                                                                  | -                                                                                  | -                                                                                  | -                                                                                  | -                                                                                  | -                                                                                  | -                                                                                  | -                                                                                  | -                                                                                  | -                                                                                  | -                                                                                  | 0                                                                                  |         |
| 22.                                                                                | Cortuluá                                                                           | -                                                                                  | -                                                                                  | 2                                                                                  | 3                                                                                  | -                                                                                  | -                                                                                  | -                                                                                  | -                                                                                  |                                                                                    | -                                                                                  | -                                                                                  | -                                                                                  | -                                                                                  | -                                                                                  | -                                                                                  | -                                                                                  | -                                                                                  | -                                                                                  | -                                                                                  | -                                                                                  | -                                                                                  |                                                                                    | -                                                                                  | -                                                                                  | -                                                                                  | -                                                                                  | -                                                                                  | -                                                                                  | -                                                                                  | -                                                                                  | -                                                                                  | -                                                                                  | -                                                                                  | -                                                                                  | -                                                                                  | -                                                                                  | 0                                                                                  |         |
| 23.                                                                                | Envigado F. C.                                                                     | -                                                                                  | -                                                                                  | 2                                                                                  | 0                                                                                  | -                                                                                  | -                                                                                  | -                                                                                  | -                                                                                  |                                                                                    | -                                                                                  | -                                                                                  | -                                                                                  | -                                                                                  | -                                                                                  | -                                                                                  | -                                                                                  | -                                                                                  | -                                                                                  | -                                                                                  | -                                                                                  | -                                                                                  |                                                                                    | -                                                                                  | -                                                                                  | -                                                                                  | -                                                                                  | -                                                                                  | -                                                                                  | -                                                                                  | -                                                                                  | -                                                                                  | -                                                                                  | -                                                                                  | -                                                                                  | -                                                                                  | -                                                                                  | 0                                                                                  |         |
| 24.                                                                                | Alianza Petrolera                                                                  | -                                                                                  | -                                                                                  | 1                                                                                  | 1                                                                                  | -                                                                                  | -                                                                                  | -                                                                                  | -                                                                                  |                                                                                    | -                                                                                  | -                                                                                  | -                                                                                  | -                                                                                  | -                                                                                  | -                                                                                  | -                                                                                  | -                                                                                  | -                                                                                  | -                                                                                  | -                                                                                  | -                                                                                  |                                                                                    | -                                                                                  | -                                                                                  | -                                                                                  | -                                                                                  | -                                                                                  | -                                                                                  | -                                                                                  | -                                                                                  | -                                                                                  | -                                                                                  | -                                                                                  | -                                                                                  | -                                                                                  | -                                                                                  | 0                                                                                  |         |
| 25.                                                                                | Patriotas                                                                          | -                                                                                  | -                                                                                  | 1                                                                                  | 1                                                                                  | -                                                                                  | -                                                                                  | -                                                                                  | -                                                                                  |                                                                                    | -                                                                                  | -                                                                                  | -                                                                                  | -                                                                                  | -                                                                                  | -                                                                                  | -                                                                                  | -                                                                                  | -                                                                                  | -                                                                                  | -                                                                                  | -                                                                                  |                                                                                    | -                                                                                  | -                                                                                  | -                                                                                  | -                                                                                  | -                                                                                  | -                                                                                  | -                                                                                  | -                                                                                  | -                                                                                  | -                                                                                  | -                                                                                  | -                                                                                  | -                                                                                  | -                                                                                  | 0                                                                                  |         |
| 26.                                                                                | Jaguares                                                                           | -                                                                                  | -                                                                                  | 1                                                                                  | 0                                                                                  | -                                                                                  | -                                                                                  | -                                                                                  | -                                                                                  |                                                                                    | -                                                                                  | -                                                                                  | -                                                                                  | -                                                                                  | -                                                                                  | -                                                                                  | -                                                                                  | -                                                                                  | -                                                                                  | -                                                                                  | -                                                                                  | -                                                                                  |                                                                                    | -                                                                                  | -                                                                                  | -                                                                                  | -                                                                                  | -                                                                                  | -                                                                                  | -                                                                                  | -                                                                                  | -                                                                                  | -                                                                                  | -                                                                                  | -                                                                                  | -                                                                                  | -                                                                                  | 0                                                                                  |         |
| 27.                                                                                | Universidad Autónoma dspa.                                                         | -                                                                                  | -                                                                                  | 1                                                                                  | 0                                                                                  | -                                                                                  | -                                                                                  | -                                                                                  | -                                                                                  |                                                                                    | -                                                                                  | -                                                                                  | -                                                                                  | -                                                                                  | -                                                                                  | -                                                                                  | -                                                                                  | -                                                                                  | -                                                                                  | -                                                                                  | -                                                                                  | -                                                                                  |                                                                                    | -                                                                                  | -                                                                                  | -                                                                                  | -                                                                                  | -                                                                                  | -                                                                                  | -                                                                                  | -                                                                                  | -                                                                                  | -                                                                                  | -                                                                                  | -                                                                                  | -                                                                                  | -                                                                                  | 0                                                                                  |         |
| 28.                                                                                | Centauros Villavicencio dspa.                                                      | -                                                                                  | -                                                                                  | 1                                                                                  | 0                                                                                  | -                                                                                  | -                                                                                  | -                                                                                  | -                                                                                  |                                                                                    | -                                                                                  | -                                                                                  | -                                                                                  | -                                                                                  | -                                                                                  | -                                                                                  | -                                                                                  | -                                                                                  | -                                                                                  | -                                                                                  | -                                                                                  | -                                                                                  |                                                                                    | -                                                                                  | -                                                                                  | -                                                                                  | -                                                                                  | -                                                                                  | -                                                                                  | -                                                                                  | -                                                                                  | -                                                                                  | -                                                                                  | -                                                                                  | -                                                                                  | -                                                                                  | -                                                                                  | 0                                                                                  |         |
| 29.                                                                                | Deportivo Unicosta dspa.                                                           | -                                                                                  | -                                                                                  | 1                                                                                  | 0                                                                                  | -                                                                                  | -                                                                                  | -                                                                                  | -                                                                                  |                                                                                    | -                                                                                  | -                                                                                  | -                                                                                  | -                                                                                  | -                                                                                  | -                                                                                  | -                                                                                  | -                                                                                  | -                                                                                  | -                                                                                  | -                                                                                  | -                                                                                  |                                                                                    | -                                                                                  | -                                                                                  | -                                                                                  | -                                                                                  | -                                                                                  | -                                                                                  | -                                                                                  | -                                                                                  | -                                                                                  | -                                                                                  | -                                                                                  | -                                                                                  | -                                                                                  | -                                                                                  | 0                                                                                  |         |
| 30.                                                                                | Itagüí Leones                                                                      | -                                                                                  | -                                                                                  | 0                                                                                  | 3                                                                                  | -                                                                                  | -                                                                                  | -                                                                                  | -                                                                                  |                                                                                    | -                                                                                  | -                                                                                  | -                                                                                  | -                                                                                  | -                                                                                  | -                                                                                  | -                                                                                  | -                                                                                  | -                                                                                  | -                                                                                  | -                                                                                  | -                                                                                  |                                                                                    | -                                                                                  | -                                                                                  | -                                                                                  | -                                                                                  | -                                                                                  | -                                                                                  | -                                                                                  | -                                                                                  | -                                                                                  | -                                                                                  | -                                                                                  | -                                                                                  | -                                                                                  | -                                                                                  | 0                                                                                  |         |
| 31.                                                                                | Fortaleza CEIF                                                                     | -                                                                                  | -                                                                                  | 0                                                                                  | 3                                                                                  | -                                                                                  | -                                                                                  | -                                                                                  | -                                                                                  |                                                                                    | -                                                                                  | -                                                                                  | -                                                                                  | -                                                                                  | -                                                                                  | -                                                                                  | -                                                                                  | -                                                                                  | -                                                                                  | -                                                                                  | -                                                                                  | -                                                                                  |                                                                                    | -                                                                                  | -                                                                                  | -                                                                                  | -                                                                                  | -                                                                                  | -                                                                                  | -                                                                                  | -                                                                                  | -                                                                                  | -                                                                                  | -                                                                                  | -                                                                                  | -                                                                                  | -                                                                                  | 0                                                                                  |         |
| 32.                                                                                | Deportivo Antioquia dspa.                                                          | -                                                                                  | -                                                                                  | 0                                                                                  | 2                                                                                  | -                                                                                  | -                                                                                  | -                                                                                  | -                                                                                  |                                                                                    | -                                                                                  | -                                                                                  | -                                                                                  | -                                                                                  | -                                                                                  | -                                                                                  | -                                                                                  | -                                                                                  | -                                                                                  | -                                                                                  | -                                                                                  | -                                                                                  |                                                                                    | -                                                                                  | -                                                                                  | -                                                                                  | -                                                                                  | -                                                                                  | -                                                                                  | -                                                                                  | -                                                                                  | -                                                                                  | -                                                                                  | -                                                                                  | -                                                                                  | -                                                                                  | -                                                                                  | 0                                                                                  |         |
| 33.                                                                                | Lanceros Boyacá dspa.                                                              | -                                                                                  | -                                                                                  | 0                                                                                  | 2                                                                                  | -                                                                                  | -                                                                                  | -                                                                                  | -                                                                                  |                                                                                    | -                                                                                  | -                                                                                  | -                                                                                  | -                                                                                  | -                                                                                  | -                                                                                  | -                                                                                  | -                                                                                  | -                                                                                  | -                                                                                  | -                                                                                  | -                                                                                  |                                                                                    | -                                                                                  | -                                                                                  | -                                                                                  | -                                                                                  | -                                                                                  | -                                                                                  | -                                                                                  | -                                                                                  | -                                                                                  | -                                                                                  | -                                                                                  | -                                                                                  | -                                                                                  | -                                                                                  | 0                                                                                  |         |
| 34.                                                                                | Alianza Llanos dspa.                                                               | -                                                                                  | -                                                                                  | 0                                                                                  | 2                                                                                  | -                                                                                  | -                                                                                  | -                                                                                  | -                                                                                  |                                                                                    | -                                                                                  | -                                                                                  | -                                                                                  | -                                                                                  | -                                                                                  | -                                                                                  | -                                                                                  | -                                                                                  | -                                                                                  | -                                                                                  | -                                                                                  | -                                                                                  |                                                                                    | -                                                                                  | -                                                                                  | -                                                                                  | -                                                                                  | -                                                                                  | -                                                                                  | -                                                                                  | -                                                                                  | -                                                                                  | -                                                                                  | -                                                                                  | -                                                                                  | -                                                                                  | -                                                                                  | 0                                                                                  |         |
| 35.                                                                                | Academia F. C. dspa.                                                               | -                                                                                  | -                                                                                  | 0                                                                                  | 1                                                                                  | -                                                                                  | -                                                                                  | -                                                                                  | -                                                                                  |                                                                                    | -                                                                                  | -                                                                                  | -                                                                                  | -                                                                                  | -                                                                                  | -                                                                                  | -                                                                                  | -                                                                                  | -                                                                                  | -                                                                                  | -                                                                                  | -                                                                                  |                                                                                    | -                                                                                  | -                                                                                  | -                                                                                  | -                                                                                  | -                                                                                  | -                                                                                  | -                                                                                  | -                                                                                  | -                                                                                  | -                                                                                  | -                                                                                  | -                                                                                  | -                                                                                  | -                                                                                  | 0                                                                                  |         |
| 36.                                                                                | Valledupar F. C.                                                                   | -                                                                                  | -                                                                                  | 0                                                                                  | 1                                                                                  | -                                                                                  | -                                                                                  | -                                                                                  | -                                                                                  |                                                                                    | -                                                                                  | -                                                                                  | -                                                                                  | -                                                                                  | -                                                                                  | -                                                                                  | -                                                                                  | -                                                                                  | -                                                                                  | -                                                                                  | -                                                                                  | -                                                                                  |                                                                                    | -                                                                                  | -                                                                                  | -                                                                                  | -                                                                                  | -                                                                                  | -                                                                                  | -                                                                                  | -                                                                                  | -                                                                                  | -                                                                                  | -                                                                                  | -                                                                                  | -                                                                                  | -                                                                                  | 0                                                                                  |         |
| 37.                                                                                | Bajo Cauca F. C. dspa.                                                             | -                                                                                  | -                                                                                  | 0                                                                                  | 1                                                                                  | -                                                                                  | -                                                                                  | -                                                                                  | -                                                                                  |                                                                                    | -                                                                                  | -                                                                                  | -                                                                                  | -                                                                                  | -                                                                                  | -                                                                                  | -                                                                                  | -                                                                                  | -                                                                                  | -                                                                                  | -                                                                                  | -                                                                                  |                                                                                    | -                                                                                  | -                                                                                  | -                                                                                  | -                                                                                  | -                                                                                  | -                                                                                  | -                                                                                  | -                                                                                  | -                                                                                  | -                                                                                  | -                                                                                  | -                                                                                  | -                                                                                  | -                                                                                  | 0                                                                                  |         |
| 38.                                                                                | Pumas de Casanare dspa.                                                            | -                                                                                  | -                                                                                  | 0                                                                                  | 1                                                                                  | -                                                                                  | -                                                                                  | -                                                                                  | -                                                                                  |                                                                                    | -                                                                                  | -                                                                                  | -                                                                                  | -                                                                                  | -                                                                                  | -                                                                                  | -                                                                                  | -                                                                                  | -                                                                                  | -                                                                                  | -                                                                                  | -                                                                                  |                                                                                    | -                                                                                  | -                                                                                  | -                                                                                  | -                                                                                  | -                                                                                  | -                                                                                  | -                                                                                  | -                                                                                  | -                                                                                  | -                                                                                  | -                                                                                  | -                                                                                  | -                                                                                  | -                                                                                  | 0                                                                                  |         |
| 39.                                                                                | Girardot F. C. dspa.                                                               | -                                                                                  | -                                                                                  | 0                                                                                  | 1                                                                                  | -                                                                                  | -                                                                                  | -                                                                                  | -                                                                                  |                                                                                    | -                                                                                  | -                                                                                  | -                                                                                  | -                                                                                  | -                                                                                  | -                                                                                  | -                                                                                  | -                                                                                  | -                                                                                  | -                                                                                  | -                                                                                  | -                                                                                  |                                                                                    | -                                                                                  | -                                                                                  | -                                                                                  | -                                                                                  | -                                                                                  | -                                                                                  | -                                                                                  | -                                                                                  | -                                                                                  | -                                                                                  | -                                                                                  | -                                                                                  | -                                                                                  | -                                                                                  | 0                                                                                  |         |
| 40.                                                                                | Fiorentina dspa.                                                                   | -                                                                                  | -                                                                                  | 0                                                                                  | 1                                                                                  | -                                                                                  | -                                                                                  | -                                                                                  | -                                                                                  |                                                                                    | -                                                                                  | -                                                                                  | -                                                                                  | -                                                                                  | -                                                                                  | -                                                                                  | -                                                                                  | -                                                                                  | -                                                                                  | -                                                                                  | -                                                                                  | -                                                                                  |                                                                                    | -                                                                                  | -                                                                                  | -                                                                                  | -                                                                                  | -                                                                                  | -                                                                                  | -                                                                                  | -                                                                                  | -                                                                                  | -                                                                                  | -                                                                                  | -                                                                                  | -                                                                                  | -                                                                                  | 0                                                                                  |         |
| 41.                                                                                | Tigres F. C.                                                                       | -                                                                                  | -                                                                                  | 0                                                                                  | 1                                                                                  | -                                                                                  | -                                                                                  | -                                                                                  | -                                                                                  |                                                                                    | -                                                                                  | -                                                                                  | -                                                                                  | -                                                                                  | -                                                                                  | -                                                                                  | -                                                                                  | -                                                                                  | -                                                                                  | -                                                                                  | -                                                                                  | -                                                                                  |                                                                                    | -                                                                                  | -                                                                                  | -                                                                                  | -                                                                                  | -                                                                                  | -                                                                                  | -                                                                                  | -                                                                                  | -                                                                                  | -                                                                                  | -                                                                                  | -                                                                                  | -                                                                                  | -                                                                                  | 0                                                                                  |         |
| 42.                                                                                | Llaneros                                                                           | -                                                                                  | -                                                                                  | 0                                                                                  | 1                                                                                  | -                                                                                  | -                                                                                  | -                                                                                  | -                                                                                  |                                                                                    | -                                                                                  | -                                                                                  | -                                                                                  | -                                                                                  | -                                                                                  | -                                                                                  | -                                                                                  | -                                                                                  | -                                                                                  | -                                                                                  | -                                                                                  | -                                                                                  |                                                                                    | -                                                                                  | -                                                                                  | -                                                                                  | -                                                                                  | -                                                                                  | -                                                                                  | -                                                                                  | -                                                                                  | -                                                                                  | -                                                                                  | -                                                                                  | -                                                                                  | -                                                                                  | -                                                                                  | 0                                                                                  |         |
| Última actualización: 14 de diciembre de 2024                                      |                                                                                    |                                                                                    |                                                                                    |                                                                                    |                                                                                    |                                                                                    |                                                                                    |                                                                                    |                                                                                    |                                                                                    |                                                                                    |                                                                                    |                                                                                    |                                                                                    |                                                                                    |                                                                                    |                                                                                    |                                                                                    |                                                                                    |                                                                                    |                                                                                    |                                                                                    |                                                                                    |                                                                                    |                                                                                    |                                                                                    |                                                                                    |                                                                                    |                                                                                    |                                                                                    |                                                                                    |                                                                                    |                                                                                    |                                                                                    |                                                                                    |                                                                                    |                                                                                    |                                                                                    |         |

|  | Los títulos y subtítulos de la Categoría Primera B no cuentan en el total de cada club ni por departamento. |

- : Campeón.
- : Subcampeón.

Torneos Nacionales
- PA: Categoría Primera A.
- PB: Categoría Primera B.
- CC: Copa Colombia
- SL: Superliga de Colombia.

Torneos Continentales
- CL: Conmebol Libertadores.
- CS: Conmebol Sudamericana.
- CR: Conmebol Recopa.
- CON: Copa Conmebol. dspa.
- MN: Copa Merconorte. dspa.
- SMB: Copa Simón Bolívar. dspa.

Torneos Mundiales
- CM: Copa Mundial de Clubes de la FIFA.
- CIF: Copa Intercontinental de la FIFA.
- CI: Copa Intercontinental. dspa.
- CIA: Copa Interamericana dspa.
- DAF: Derbi de las Américas de la FIFA.
- CCF: Copa Challenger de la FIFA.
- SB: Copa Suruga Bank. dspa.

### Torneos femeninos
El 11 de marzo de 2016, la División Mayor del Fútbol Colombiano (Dimayor), dio el aval para la liga femenina de fútbol. «Queremos promover la liga femenina de fútbol y ese ha sido un propósito mío desde que llegué al Comité Ejecutivo de la Federación Colombiana. Esperamos dar los primeros pasos y comenzar en el 2017 con la participación de equipos que pertenezcan a los clubes profesionales», aseguró Jorge Perdomo, presidente de la Dimayor y máximo impulsor de esta, que fue una de las grandes novedades de la asamblea de la entidad realizada en la ciudad de Bogotá.
El 25 de abril de 2016 se realizó la primera reunión con 16 clubes profesionales afiliados a la Dimayor (tanto de primera como segunda división), para adelantar el proyecto de la Liga Femenina de fútbol que se llevaría a cabo en el 2017. Días después de dicha reunión, Dimayor anunció la creación de la Comisión de Fútbol Femenino, ente encargado de estructurar el campeonato a partir de dicho momento.
El partido inaugural de la Liga Profesional Femenina 2017, fue entre Deportivo Pasto y Cortuluá, con un resultado final de 1:2 a favor de las vallecaucanas, el primer gol del campeonato y del Fútbol Profesional Femenino Colombiano fue convertido por Marsy Cogollos a los 13 minutos del primer tiempo. En ese primer torneo, el campeón fue Santa Fe, y el subcampeón fue el Atlético Huila. El ganador participó en la Copa Libertadores Femenina 2017 y sus jugadoras tendrían como premio extra becas de estudio en la Universidad Sergio Arboleda. Además, se medirán con el campeón de la Primera División Femenina de España.
Para 2018, se esperaba que en esta temporada participaran todos los clubes afiliados a la Dimayor y se realizarán dos competencias implementando el sistema de ascenso y descenso, al final se realizó un solo torneo con 23 equipos, siendo hasta el momento la temporada con mayor número de equipos participantes. 
En 2020, debido en parte a la pandemia de coronavirus, el torneo sufrió mayores dificultades para realizarse, al punto que únicamente 13 clubes confirmaron su participación. Santa Fe resultaría campeón por segunda vez en su historia luego de un torneo perfecto con solo un partido perdido.
En enero de 2021, la Dimayor anunció el comienzo de la Liga Femenina 2021 para el mes de julio, la cual duraría menos de dos meses, sin equipos ni fixture confirmados. A raíz de esto, las jugadoras de la Selección Colombia de mayores emitieron un comunicado oficial rechazando dicha decisión y expresando una "profunda preocupación frente al futuro" del torneo. A la polémica que se suscitó, que por falta de recursos la Liga Femenina de fútbol profesional de 2021 duraría tan solo algo más de un mes, desde mediados de julio hasta las primeras semanas de septiembre, también se supo que para el campeonato de 2020,  Dimayor solo utilizó 900 millones de pesos de los 1.500 que le entregó el Ministerio del Deporte.
Tras el final de la Liga Femenina 2022 y la confirmación que no habría campeonato para el segundo semestre, las jugadoras de la Selección femenina de Colombia realizaron una protesta en la Copa América Femenina realizada en el país. Tras ello, varios medios deportivos informaron que de manera inminente la Dimayor anunciaría una Liga Femenina para el segundo semestre de 2022, lo cual finalmente no sucedió. Además, Ramón Jesurún, presidente de la Federación Colombiana de Fútbol, había prometido que en 2023 la Liga femenina iba a durar un año completo.
Según la entonces ministra del deporte, María Isabel Urrutia, la idea era que en 2023 se disputaría un campeonato largo para garantizarle 11 meses de trabajo a las futbolistas. La funcionaria había manifestado que existía un patrocinador internacional listo a apoyar el campeonato, propuesta que fue rechazada por Dimayor en diciembre de 2022 ya que seguiría BetPlay como auspiciante.
A pesar de las altas expectativas por la realización de un torneo largo, el presidente de Dimayor Fernando Jaramillo, confirmó que la Liga Femenina 2023 tendrá un formato similar al de 2022 (cinco meses) y no se extenderá más allá de junio debido al calendario internacional con la participación de Colombia en la Copa Mundial Femenina 2023 y la realización en Colombia de la Copa Libertadores Femenina 2023.
Tras la temporada 2023, en el mes de septiembre, la Superintendencia de Industria y Comercio abrió una investigación contra la Dimayor y 29 clubes profesionales por presunta cartelización e irregularidades en los contratos de las futbolistas en temporadas anteriores.
La realización de la edición 2024 estuvo en vilo debido a que la Dimayor esperaba un pronunciamiento de la Superintendencia de Industria y Comercio para tener garantías, A pesar de la incertidumbre por la realización de la liga, varios clubes confirmaron su participación en 2024 antes de la oficialización del torneo. Finalmente el Campeonato se disputó entre los meses de febrero y agosto de 2024.

#### Resultados internacionales
Desde mucho antes de la creación de la Liga Profesional Femenina, la participación de equipos colombianos en la Copa Libertadores Femenina era representada por escuelas y clubes aficionados que desde hace años trabajan en el balompié femenino, tal es el caso de Formas Íntimas de Antioquia, que en las primeras ediciones obtuvo su cupo por medio de un partido de clasificación, y Generaciones Palmiranas del Valle del Cauca. Los primeros años, el único cupo otorgado a Colombia por Conmebol se definía por medio de un partido clasificatorio, después por medio de la Copa Prelibertadores Femenina, torneo clasificatorio que reunía a las distintas escuelas del país para determinar las clasificadas a la máxima competición continental y que fue disputada entre 2012 y 2015. En 2016, la División Aficionada del Fútbol Colombiano (Difutbol) fue la encargada de organizar el torneo clasificatorio para la Copa Libertadores Femenina a través del Campeonato Nacional de Clubes Femenino, torneo que reunió a 46 clubes de todo el país.
Tras la creación de la Liga Profesional Femenina en 2017, la representación de Colombia en la Copa Libertadores Femenina se determina por medio de este torneo. Desde entonces, 6 equipos han podido participar hasta la fecha en las distintas ediciones del mayor torneo continental. Sumando las participaciones de los clubes aficionados antes de 2017, son 9 equipos los que han participado de la Copa Libertadores Femenina. Se destaca la participación de Formas Íntimas, que jugó en 7 ediciones consecutivas desde 2009 a 2015, logrando el tercer lugar en su primera participación en 2009 y el subcampeonato en la edición de 2013.
En 2018, Atlético Huila fue el segundo equipo colombiano en llegar a la final de la Copa Libertadores Femenina, siendo campeón tras imponerse al Santos de Brasil en la tanda de penaltis por 5-3, luego de empatar en el tiempo reglamentario 1-1. De esta manera, el equipo Opita se convirtió en el primer equipo colombiano en obtener la Copa Libertadores Femenina en su historia. 
Otras destacadas participaciones han sido los subtítulos de América de Cali en 2020 e Independiente Santa Fe en 2021 y 2024. Además de los terceros lugares de América de Cali en 2019 y 2022, y Atlético Nacional en 2023.

#### Clubes con títulos oficiales
| 1.                                          | Santa Fe               | 3 | 2 | 0 | 2 | 3 |
| 2.                                          | América de Cali        | 2 | 2 | 0 | 1 | 2 |
| 3.                                          | Deportivo Cali         | 2 | 1 | - | - | 2 |
| 4.                                          | Atlético Huila         | 1 | 1 | 1 | 0 | 2 |
| 5.                                          | Independiente Medellín | 0 | 1 | - | - | 0 |
| 6.                                          | Atlético Nacional      | 0 | 1 | - | - | 0 |
| 7.                                          | Formas Íntimas         | 0 | 0 | 0 | 1 | 0 |
| Última actualización: 19 de octubre de 2024 |                        |   |   |   |   |   |

- : Campeón.
- : Subcampeón.
- PA: Liga Profesional.
- CL: Copa Libertadores.

## Jugadores
En los inicios del fútbol colombiano, muchos jugadores extranjeros jugaron en la Primera A, destacándose aquellos como Alfredo Di Stéfano, uno de los más importantes de la historia del fútbol mundial, quien jugara para Millonarios, en la época de El Dorado. Asimismo, llegaron jugadores de múltiples nacionalidades, especialmente argentinos, pero también muchos peruanos, brasileños, uruguayos, paraguayos, costarricenses, chilenos, incluso húngaros, yugoslavos, ingleses, españoles e italianos. En esos años, la liga colombiana estuvo entre las mejores del mundo.[cita requerida]
Luego, en los años 1980, la liga se pobló nuevamente de varios de los mejores jugadores sudamericanos, debido al poderío económico de los equipos. Fue hacia finales de esa década y la de los años 1990 que mayor cantidad de jugadores colombianos de primer nivel aparecieron, llegando muchos de ellos a jugar en las mejores ligas del mundo, aunque ya desde los años 1960 y la primera participación en un Mundial, venían surgiendo jugadores colombianos de gran calidad, pero en una cantidad bastante menor.
Por la conmemoración de los 60 años del fútbol colombiano, la Dimayor abrió una votación en internet para establecer los mejores de la historia, preseleccionando un listado de 40: Faustino Asprilla, Willington Ortiz, Carlos 'El Pibe' Valderrama, Efraín 'El Caimán' Sánchez, Delio 'Maravilla' Gamboa, Alejandro Brand, Alfonso Cañón, Freddy Rincón, Diego Edison Umaña, Jairo Arboleda, Víctor Hugo Aristizabal, Jorge Gallego, Iván René Valenciano, Carlos Arango, René Higuita, Leonel Álvarez, Arnoldo Iguarán, Bernardo Redín, Pedro Antonio Zape, Humberto 'Turrón' Álvarez, Andrés Escobar, Hernán 'Cuca' Aceros, José Ernesto Díaz, Oscar López, Anthony de Ávila, Carlos Enrique 'La Gambeta' Estrada, Adolfo 'El Tren' Valencia, Jaime Morón, Francisco 'El Cobo' Zuluaga, Arturo Segovia, Miguel Escobar, Diego Osorio, Alex Didi Valderrama, Eduardo Retat, Víctor Danilo Pacheco, Óscar Bolaño, Juan Pablo Ángel, Iván Ramiro Córdoba, Mario Yepes, y Óscar Córdoba.

### Máximas transferencias de jugadores colombianos
| Pos. | Jugador               | Puesto | Año  | Procedencia        | Club comprador     | Transferencia (€) |
| ---- | --------------------- | ------ | ---- | ------------------ | ------------------ | ----------------- |
| 1°   | Jhon Durán            | DEL    | 2025 | Aston Villa        | Al-Nasser F.C.     | 90 000 000 €      |
| 2°   | James Rodríguez       | MED    | 2014 | A. S. Mónaco       | Real Madrid        | 80 000 000 €      |
| 3°   | Radamel Falcao García | DEL    | 2013 | Atlético de Madrid | A. S. Mónaco       | 60 000 000 €      |
| 4°   | James Rodríguez       | MED    | 2013 | F. C. Oporto       | A. S. Mónaco       | 45 000 000 €      |
| 4°   | Luis Díaz             | EXT    | 2022 | F. C. Oporto       | Liverpool          | 45 000 000 €      |
| 5°   | Jackson Martínez      | DEL    | 2016 | Atlético de Madrid | Guangzhou          | 42 000 000 €      |
| 6°   | Radamel Falcao García | DEL    | 2011 | F. C. Oporto       | Atlético de Madrid | 40 000 000 €      |
| 7°   | Jackson Martínez      | DEL    | 2014 | F. C. Oporto       | Atlético de Madrid | 35 000 000 €      |

## Estadios

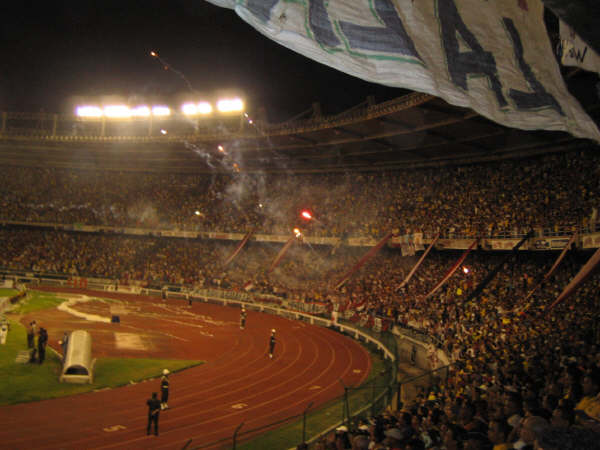
Estadio Metropolitano Roberto Meléndez de Barranquilla, con aforo para 46 mil espectadores.

Los principales escenarios del fútbol colombiano son los de Bogotá, Medellín, Cali y Barranquilla, esto además de ser las principales ciudades del país, son importantes debido a los logros obtenidos en esos lugares. El Estadio Nemesio Camacho El Campín de Bogotá, inaugurado en 1938, fue sede del famoso equipo del Ballet Azul de Millonarios en los años 1950, del primer campeón del Fútbol Colombiano y único colombiano ganador de la Copa Sudamericana en 2015, Independiente Santa Fe, de las mencionadas tres clasificaciones a los Juegos Olímpicos y a la Copa Mundial de Chile 1962 (por primera vez en la historia) por parte de la Selección Colombia, del Atlético Nacional en su victoria de la Copa Libertadores 1989, y también de la obtención de la Copa América 2001 por parte del combinado tricolor. El Estadio Atanasio Girardot en los últimos tiempos, ha sido el epicentro de las finales del balompié profesional colombiano por parte del Atlético Nacional y el Independiente Medellín, además albergó la final de la Copa Libertadores 2016 en la cual Atlético Nacional consiguió su segundo título. El Estadio Olímpico Pascual Guerrero de Cali se destaca por haber sido sede de 6 finales de la Copa Libertadores, sede de 42 finales de la liga local, y haber celebrado eventos internacionales como los Juegos Panamericanos 1971, los World Games 2013, y el Mundial de Atletismo de Menores 2015 entre otros grandes eventos. Por su parte, el Estadio Metropolitano Roberto Meléndez de Barranquilla, fue la sede de local para la Selección Colombia en las exitosas campañas cafeteras para su clasificación a los Mundiales de Italia 1990, Estados Unidos 1994, Francia 1998, Brasil 2014 y Rusia 2018, además es el estadio oficial del Junior de Barranquilla.
También se destaca el Estadio Palogrande de Manizales, que albergó la conquista de Once Caldas de la Copa Libertadores 2004 y el título de la Selección Sub-20 en el Sudamericano de 2005, mientras que el Estadio Hernán Ramírez Villegas de Pereira albergó la Selección Sub-20 en su título de 1987.

### Estadios de mayor aforo en Colombia
| N.º | Estadio                   | Ciudad       | Departamento       | Inauguración | Aforo   | Equipos profesionales                      | Foto |
| --- | ------------------------- | ------------ | ------------------ | ------------ | ------- | ------------------------------------------ | ---- |
| 1   | Roberto Meléndez          | Barranquilla | Atlántico          | 1986         | 46.692  | Junior Selección Colombia                  |      |
| 2   | Atanasio Girardot         | Medellín     | Antioquia          | 1953         | 44.412. | Independiente Medellín Atlético Nacional   |      |
| 3   | Estadio Deportivo Cali    | Palmira      | Valle del Cauca    | 2008         | 44.000. | Deportivo Cali                             |      |
| 4.  | General Santander         | Cúcuta       | Norte de Santander | 1948         | 42.000. | Cúcuta Deportivo                           |      |
| 5.  | El Campín                 | Bogotá       | Bogotá, D. C.      | 1938         | 36.343. | Millonarios Independiente Santa Fe         |      |
| 6.  | Olímpico Pascual Guerrero | Cali         | Valle del Cauca    | 1937         | 35.405  | América Atlético F.C. Boca Juniors de Cali |      |
| 7.  | Hernán Ramírez Villegas   | Pereira      | Risaralda          | 1971         | 30.297  | Deportivo Pereira                          |      |
| 8.  | Palogrande                | Manizales    | Caldas             | 1994         | 28.678  | Once Caldas                                |      |
| 9.  | Manuel Murillo Toro       | Ibagué       | Tolima             | 1955         | 28.179  | Deportes Tolima                            |      |
| 10  | Américo Montanini         | Bucaramanga  | Santander          | 1941         | 25.000  | Atlético Bucaramanga                       |      |

### Torneos organizados
El primer torneo de fútbol internacional organizado por la Federación Colombiana de Fútbol fue el Sudamericano Sub-20 de 1964, luego sería sede del Torneo Preolímpico en las ediciones de 1968 y 1972. Posteriormente, en 1974, la FIFA adjudicó a Colombia la responsabilidad de organizar la Copa Mundial de Fútbol de 1986, pero el presidente Belisario Betancur anunció en noviembre de 1982 la declinación de la sede ante la imposibilidad de cumplir con los requerimientos que FIFA exige para celebrar el evento. Ver detalles en: Renuncia de Colombia a la Copa Mundial de Fútbol de 1986.
En 1980 es sede del Torneo Preolímpico por tercera vez; tras 23 años vuelve a ser sede del Sudamericano Sub-20 en 1987, repitiendo la organización de este torneo en 1992. En 1993 organiza por primera vez el Sudamericano Sub-17. Pasaron varios años para que Colombia volviera a organizar un torneo internacional, siendo este la Copa América 2001, cuya realización estuvo en vilo por los problemas de seguridad que podrían enfrentar las delegaciones participantes como consecuencia del conflicto armado colombiano. El torneo se realizó sin inconvenientes, pero sin la participación de Canadá y Argentina. En 2005, una vez más en el Eje cafetero, Colombia fue la sede del Sudamericano Sub-20 de 2005.
En mayo de 2008, Colombia fue designada por la FIFA para organizar el Mundial Sub-20 de 2011, evento que se realizó con total éxito en los estadios remodelados de Cartagena, Barranquilla, Medellín, Cali, Pereira, Armenia, Manizales y Bogotá, sede de la final en la cual Brasil venció 1-0 a Portugal.
En marzo de 2019, Colombia y Argentina se postulan como posibles sedes para la realización de la Copa América 2020, se confirma la sede conjunta en abril de este torneo que se realizaría en su primera fase en 2 zonas (norte correspondiente a Colombia y sur para Argentina) entre el 10 de junio y el 8 de julio, cuyas sedes por Colombia serían: Bogotá, Medellín, Cali y Barranquilla. El torneo quedó aplazado por un año debido a la pandemia de COVID-19, sin embargo, el 20 de mayo de 2021 la Conmebol decidió quitarle al país la sede de la Copa América 2021 debido a los problemas de orden público como consecuencia de las protestas en el país, que días después también le quitaría la sede a Argentina por razones sanitarias.
Entre enero y febrero de 2020 y tras 16 años de la última edición, se disputó el Torneo Preolímpico Sub-23, siendo Colombia la sede de este y cuya fase final fue disputada en Bucaramanga. Por último, Colombia fue sede por quinta vez del Sudamericano Sub-20 en la edición de 2023.
A nivel femenino, el país ha sido sede del Sudamericano Sub-20 2010, también fue sede de la Copa América Femenina 2022 que tuvo como sedes a las ciudades de Cali, Armenia y Bucaramanga. En junio de 2023, Colombia fue designada como la sede del Mundial Femenino Sub-20 de 2024.